# 七月王朝

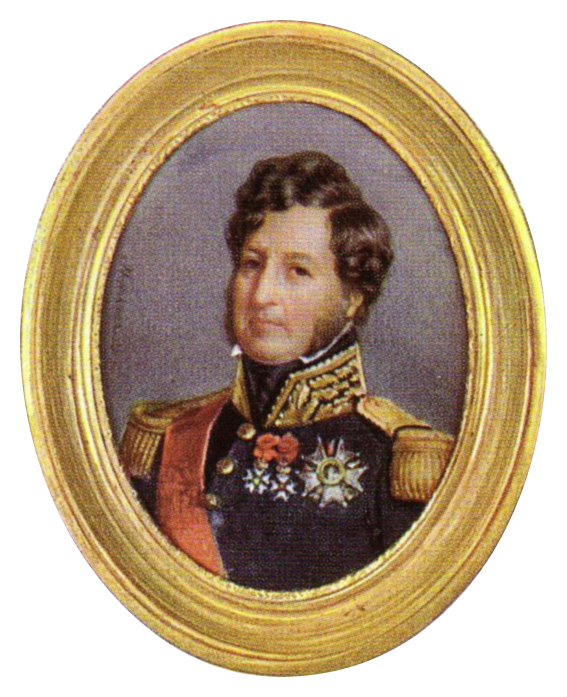
七月王朝时期，法国社会分裂；路易-菲利普的拥护者被称为“菲利普党徒”。

七月王朝（法語：Monarchie de Juillet），又稱奧爾良王朝，是法蘭西王國在1830年至1848年之间的政体。1830年7月27日，法国爆发七月革命，革命持续了三天，波旁复辟期结束，8月9日，七月王朝宣布成立。奥尔良家族的路易-菲利普获得王位，成为新的国王——路易-菲利普一世。奥尔良家族是波旁家族的分支，路易-菲利普一世是法国国王路易十四的弟弟奧爾良公爵菲利普一世的后代，是1814年至1830年间的奥尔良公爵路易-菲利普三世。路易-菲利普一世没有被加冕为“法国国王”，而是登基为“法国人的国王”。他的统治始于1830年的七月革命，结束于1848年的二月革命，之后，法蘭西第二共和國建立。七月王朝只有一位国王，它标志着法蘭西王國的终结。在它之前，波旁复辟在1814年至1830年间建立了被称为“保守的”君主制度，七月王朝被称为“自由的”，它的国王不得不放弃以君權神授說为基础的君主专制制度（绝对专制制度）。
1831年1月底，路易-菲利普在回答加亚克市议会发给他的祝词时，给新政权的理想下了定义：“我们将试图保持中庸，既要远离平民权力的过度，又要远离国王权力的滥用”。

## 躁动的开端
1830年8月7日，《1814年宪章》被修订。它的序言因使人联想起旧制度而被删除。宪章成为国民与国王之间的契约，不再是由国王所授予的。它是立宪派和共和派妥协的产物。天主教不再是国教，新闻审查被废除，三色旗被恢复。
1830年8月9日，路易-菲利普向《1830年宪章》宣誓，登基为王。这是七月王朝的正式开始。8月11日，政府被组建，聚集了反对查理十世的立宪派头面人物，像卡西米尔·佩里埃、拉菲特、莫莱、布罗伊公爵、基佐。内阁必须实现双重目标：牢牢掌握政府机构，重建街头秩序，同时还要假装对刚刚胜利的革命充满热情。

### 持续的混乱
由于共和派和自由主义者的报刊鼓噪，骚乱持续了三个月。政府没有采取措施进行严惩，特别是因为自8月16日起共和派领袖拉法叶侯爵担任了国民自卫军的领导人。因此，路易-菲利普不得不忍受“七月英雄”们的过分要求，他们要求实现——按拉法叶的套话——“一个由共和制度环绕、平民的王位”。

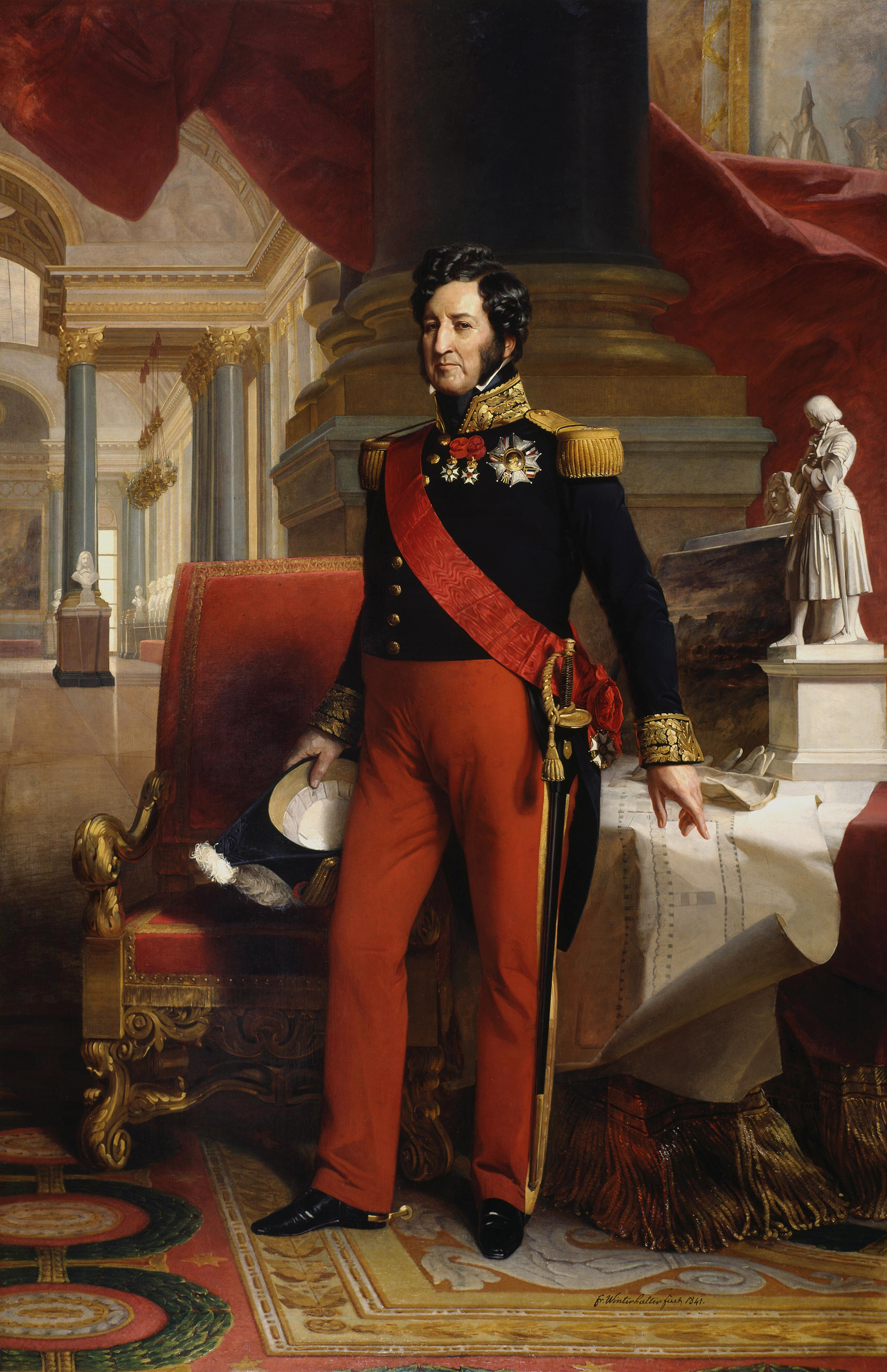
《路易-菲利普一世，法国人的国王》（国王站在他为凡尔赛宫布置的战争画廊入口处）。

在正统派的冷笑中，“公民国王”不停地同人群握手，因为在皇家宮殿前，总是聚满了人群，他们动不动就要求路易-菲利普唱《馬賽曲》或者《巴黎人》。但是，正如歌谣诗人贝朗瑞所理解的那样，国王属于演技派，用不了多久就会露出真面目。
依仗法国大革命时期的政治俱乐部的名声，一些俱乐部演变为共和派的秘密社团，革命者重返政治俱乐部的中心。在那里，革命者强烈要求进行政治改革和社会改革，并且，他们要求对查理十世的四名部长判处死刑，这四名部长在试图离开法国时已经被捕。罢工和示威越来越多，加剧了经济萧条。
为了恢复经济活动，1830年秋天，政府拨款5百万法郎用于公共建设，并优先建设公路。随后，面对破产数量的增多和失业率的上升（尤其是在巴黎），政府提议，由国家出面担保，向陷入困境的企业提供总数6千万法郎的贷款；最后，众议院在10月初投票通过3千万法郎的拨款，作为补助。
8月27日，七月王朝不得不面对它的第一个丑闻：末代孔代亲王之死，他被发现吊死在圣勒城堡他卧室窗户的长插销上。正统派指控是路易-菲利普和王后玛丽-艾米莉杀害了孔代亲王，为的是让他们的儿子奥马勒公爵（Duc d'Aumale），也就是孔代亲王在遗嘱中指定的包括遗赠财产的继承人，得到孔代亲王的巨额财富，但正统派并没有证据。

### 官员和行政人员的更换
与此同时，政府将所有正统派的同情者从行政机构清除，因为他们拒绝向新政权和统治者宣誓，并且用七月革命的新人替换他们，这释放出一个信号：一场抢位子的比赛开始了。在内政部，基佐更换了整个省级行政机构和大城市的市长。在司法部，杜邦·德勒尔（Dupont de l'Eure）在其秘书长梅里卢（Mérilhou）的协助下，更换了大部分检察长。在军队，仍然忠于查理十世的布尔蒙（Bourmont）在阿尔及尔被克洛泽尔替换。军区的指挥官、大使、全权公使和最高行政法院的半数成员也被更换。在众议院，大约四分之一的席位（119席）在10月面临改选，那些辞职、拒绝宣誓或是被任命为公职人员的正统派众议员有责任再次参加竞选。这次改选是新政权的一场胜利，也是正统派的一场溃败。
这次官员和行政人员的更换，最值得注意的是那些曾经为第一帝国工作的人，他们在第二次波旁复辟时被撤职，现在又重返政府部门。从社会学的角度来看，尽管选举的权力有所扩大，但精英阶层并没有什么变化，正如美国历史学家大卫·平克尼（David H. Pinkney）所强调的那样：革命之后，“土地所有者、公务员阶层和自由职业者还跟在第一帝国和波旁复辟时期一样，继续在国家的重要职位上占据着主导地位。在这一点上，我们可以认为革命并没有开创什么‘大资产阶级’的新制度”。法国法律史学家盖伊·安托内蒂（Guy Antonetti）进一步指出，波旁复辟和七月王朝最大的区别，“并不在于一个社会群体取代了另一个社会群体，而在于同一个社会群体中，赞同1789年精神的人取代了敌视1789年精神的人：社会关系上相似，意识形态上不同。1830年只是同一阵营内帮派的改变，而不是阵营的改变”。
七月王朝时期的王室档案和王室经费总务处档案直接体现了王室工作人员的更换，这些档案保存在法国国家档案馆的O/4子系列中。

### 新政权的象征性建立
8月29日，路易-菲利普检阅了国民自卫军，国民自卫军向他热烈欢呼。“对我来说，这真胜过在兰斯加冕！”，他拥抱着拉法叶大喊道。10月11日，新政权决定为七月革命的所有伤者给予补偿，并为七月革命的战士设立纪念奖章。10月，政府提出一项法律草案，旨在补偿七月革命的牺牲者，数目达7百万法郎。
8月13日，国王决定从此将奥尔良家族的纹章（“法国蓝底、银色饰带”）装饰到国玺上。部长失去了“大人”的称呼和“阁下”的称号，变为“部长先生”。国王的长子被授予奥尔良公爵和“王长子”的头衔；国王的女儿和妹妹被授予“奥尔良公主”的头衔。
通过并颁布了一些法律，这些法律废止了波旁复辟时期不受欢迎的措施。废除了1816年的大赦法，这项法律流放参与判处路易十六死刑的人，但第4条除外，第4条驱逐波拿巴家族的成员。8月15日，圣热纳维耶芙教堂再一次被取消了它的天主教用途，并以先贤祠的名字获得了新的使命：它成为崇敬法国荣誉的世俗殿堂。一系列的预算紧缩打击了天主教会，同时，10月11日废除了1825年的《亵渎法》（《Loi sur le sacrilège》），这项法律规定，亵渎祝圣过的饼，将被处以死刑。

### “抵抗党”和“运动党”

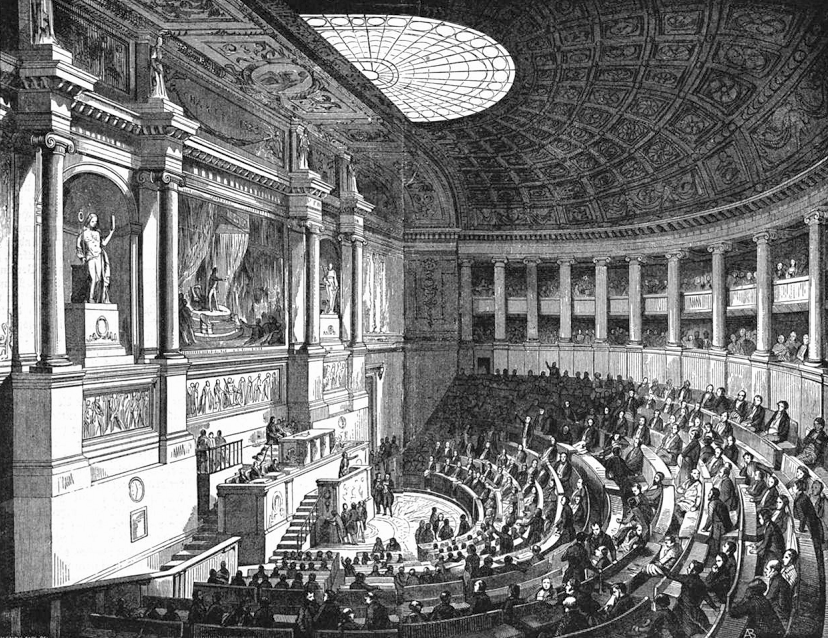
众议院会议厅。

在舆论中，在众议院里，出现了要求关闭共和派俱乐部的声音，那里是骚乱的温床，违反了《刑法典》第291条，禁止超过20人的集会。但是司法部长杜邦·德勒尔和巴黎检察长伯纳德（Bernard）两位共和派都拒绝对革命协会提起诉讼。
相反，9月25日，内政部长基佐在众议院就这一问题接受质询时，表示希望结束骚乱。卡西米尔·佩里埃发言对基佐表示支持。众议院对基佐的讲话予以肯定，但并没有做出决议。两种对立政治派别之间的区别就此出现，它将构成七月王朝时期的政治生活：
- “运动党”（受《国民报》支持），改良派，赞同一种对国民给予援助的政策；
- “抵抗党”（受《辯論報》支持），保守派，赞同与欧洲保持和平。

1830年8月，查理十世的四位部长——波利尼亚克、尚特洛兹（Chantelauze）、佩罗内（Peyronnet）和盖尔农-朗维尔（Guernon-Ranville）——在试图逃往国外时被捕，对这四位部长的诉讼是当时的重大政治事件。左派要求砍掉四位部长的脑袋，但路易-菲利普希望避免处决，他担心处决会释放出一种革命恐怖浪潮的信号，把七月王朝卷入愈演愈烈的暴力循环，同欧洲列强发生战争。此外，众议院一方面在9月27日做出决议对四位前部长提起诉讼，另一方面又在10月8日通过了给国王的请愿书，敦促国王递交废除死刑的草案，至少在政治问题上废除。这一举动引发了10月17日和18日的骚乱：示威者在文森要塞游行，因为四位前部长被拘押在那里。
骚乱之后，基佐要求罢免塞纳省省长奥迪隆·巴罗（Odilon Barrot），因为在给巴黎市民的声明中，他把要求废除死刑的请愿书称为“不合时宜的举措”。基佐受到布罗伊公爵的支持。基佐认为，一位高级公务员实在不能够批评众议院的法案，尤其是这项法案已经获得了国王和政府的批准。杜邦·德勒尔支持巴罗，并威胁说，如果罢免巴罗他就辞职。随后，“运动党”的主要人物雅克·拉菲特提议，由他自己负责协调内阁部长，并加以“总理”的头衔。基佐和布罗伊拒绝受控于拉菲特，立即就辞职了，不管部长卡西米尔·佩里埃、不管部长安德烈·杜潘(André Dupin)、外交部长马修·莫莱和财政部长约瑟夫-多米尼克·路易（Joseph-Dominique Louis）随后也纷纷辞职。
为了消除左派带来的困局，路易-菲利普立即采纳了拉菲特的建议，并要求他在1830年11月2日组建新的政府，路易-菲利普希望亲自行使权力使拉菲特失去影响力。

### 拉菲特内阁

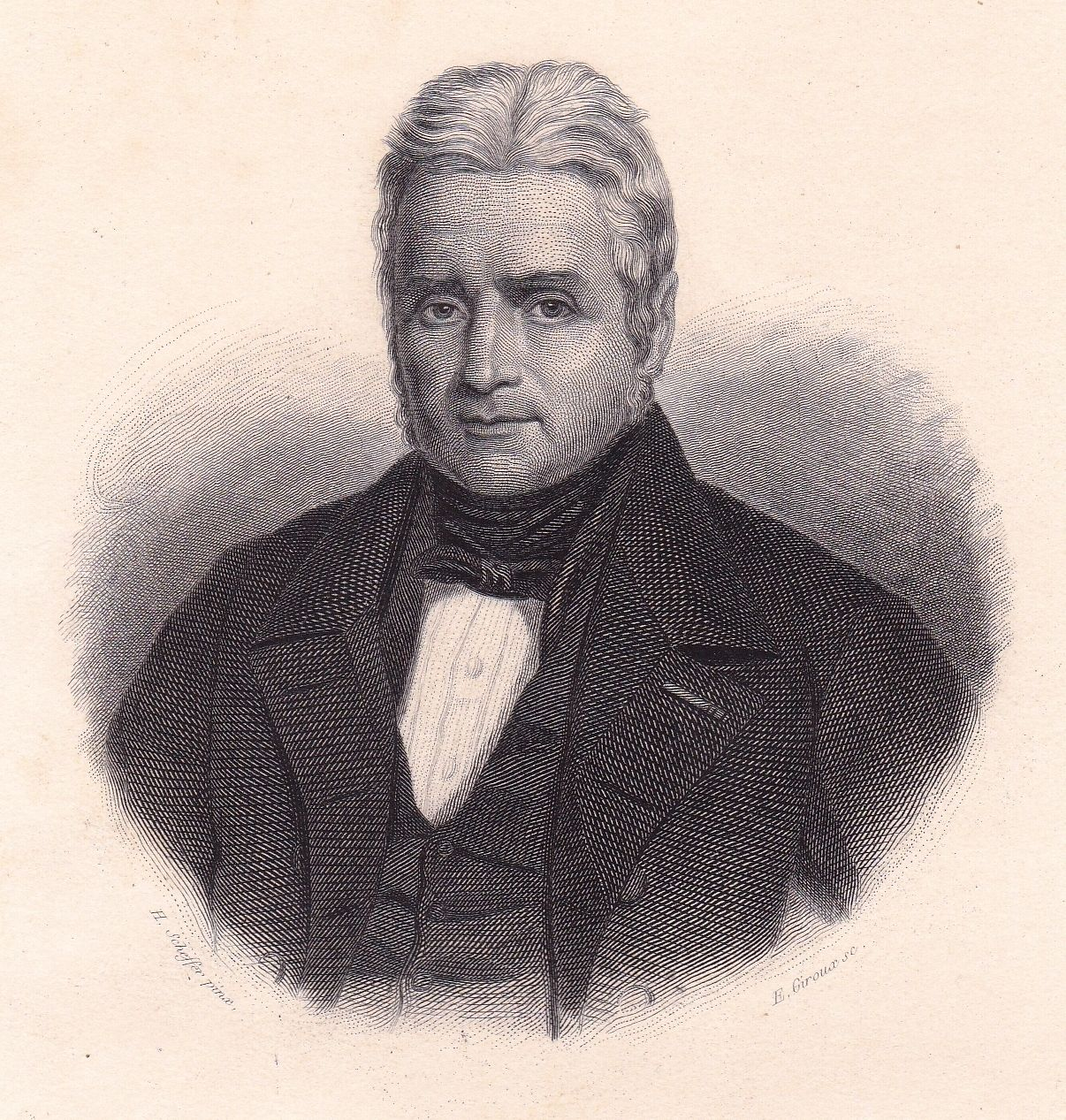
雅克·拉菲特

“如果政府首脑必须要由拉菲特先生担任，” 路易-菲利普私下对布罗伊公爵说，“只要他自己挑选阁员，那我同意。不过我要提前说明白，我不会赞同他的主张，我实在不能答应他给他提供帮助”。事情已经再清楚不过了；然而，组建内阁引起了长时间的政治交易，并且，拉菲特被国王不遗余力的友善表现所欺骗，认为国王给予了他真正的信任。
12月15日至21日，贵族院进行了对查理十世的四位部长的诉讼，同时，要求对他们处以死刑的骚乱将贵族院团团围住。四位部长被处以终身监禁，波利尼亚克附加法律死亡。全靠内政部长蒙塔利韦（Montalivet）的机敏，将他们安置到文森要塞，四位部长才逃脱了人群的殴打。国民自卫军维持了巴黎的平静，显示出它作为新政权的资产阶级民兵的重要角色。

#### 实施《1830年宪章》所许诺的改革
这一事件显示出国民自卫军的重要性，这是政府为确保公共秩序可以依靠的唯一力量，另外，也暴露出将其交到并不可靠的拉法叶手中所存在的风险。很快，趁着一次重组的时机，拉法叶被迫辞职，这也导致司法部长杜邦·德勒尔离开了政府。另一方面，为了避免依赖单一的军事力量，路易-菲利普委托战争部长苏尔特元帅立即重组作战部队。从1831年2月起，苏尔特向众议院提交了他的计划，涉及到增加军队的兵力、消除过剩的军官、确保武器和弹药的供应。他使《1831年3月9日法》（Loi du 9 mars 1831）获得了通过，这项法律创建了外籍兵团，这是一系列重大军事改革的第一步。

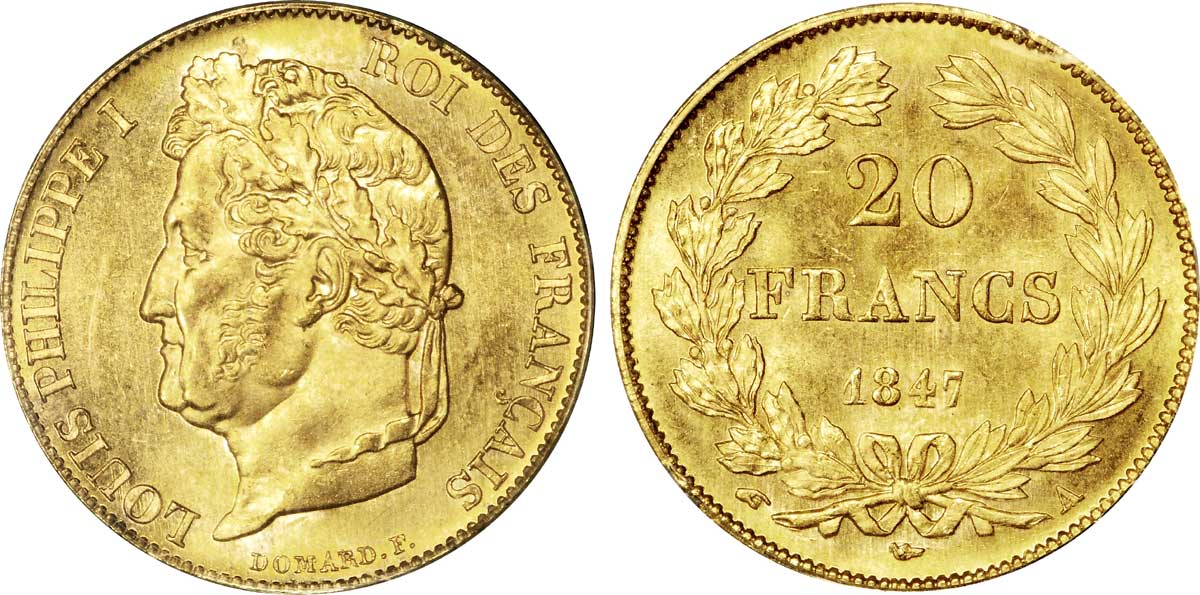
1847年，路易-菲利普20法郎金币。

与此同时，在运动党的诉求下，政府实施了多项改革，这些改革早已被写入《1830年宪章》第69条：关于市议会的《1831年3月21日法》（Loi du 21 mars 1831）重建了选举原则，大幅地扩大了选民基础——3260万居民中有2到3百万选民，这是立法选举选民人数的十倍；《1831年3月22日法》（Loi du 22 mars 1831）重组了国民自卫军；经过两个月议会辩论才通过的《1831年4月19日法》（Loi du 19 avril 1831），将取得选举权的纳税额从300法郎直接税降低为200法郎，将取得被选举权的纳税额从1000法郎直接税降低为500法郎。选民数量从不到10万增加到16万6千。通过选举，每170名法国人中就有1人参与到政治生活中。

#### 1831年2月14日和15日的骚乱
1831年2月14日和15日，巴黎发生了骚乱，这次骚乱最终导致了内阁的倒台。骚乱起源于14日正统派为纪念贝里公爵（Duc de Berry）在圣日耳曼奥塞尔教堂举行的弥撒。这场宗教仪式实际上变得明显带有政治性，变成一场支持尚博伯爵的示威。革命者把这视为不能容忍的挑衅行为，他们冲进教堂对正统派进行了洗劫。第二天，人群再次劫掠了巴黎大主教府，随后又抢劫了多座教堂。巴黎大主教府在七月革命时已经遭到破坏，这一次被彻底摧毁。这场骚乱蔓延到外省，多个城市的神学院和主教府遭到抢劫。
对此，政府放弃了武力镇压。塞纳省省长奥迪隆·巴罗、巴黎警察局局长让-雅克·波德（Jean-Jacques Baude）和巴黎国民自卫军指挥官穆通将军（Georges Mouton）反应消极。当政府最终采取措施时，是去逮捕巴黎大主教德凯朗（de Quélen）、圣日耳曼奥塞尔的本堂神甫和其他被控告的神甫，原因是他们从事挑衅行为。

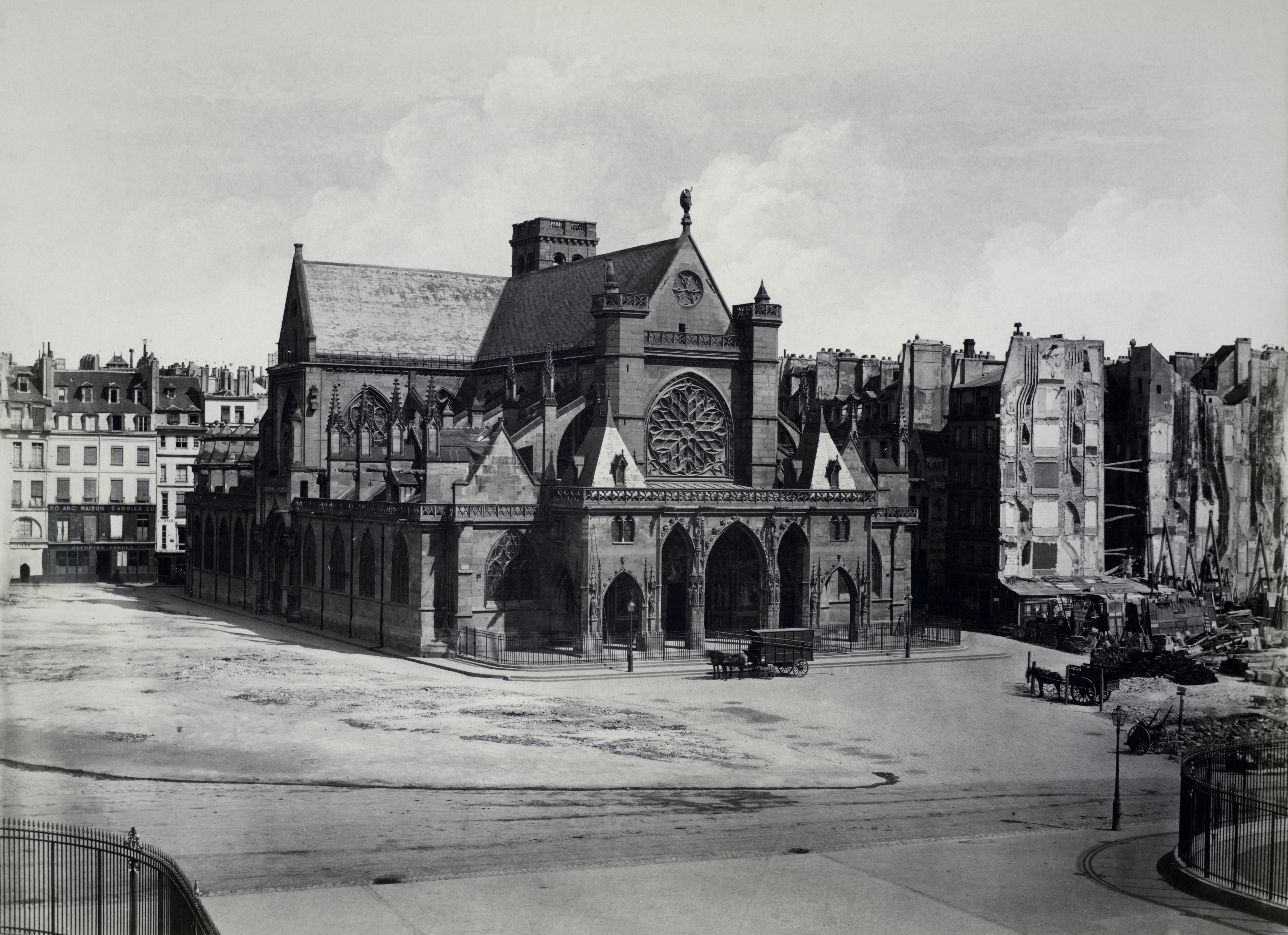
19世纪中叶，圣日耳曼奥赛尔教堂

为了缓和局势，在王长子的支持下，拉菲特向国王提出了一个奇怪的建议：去掉国玺上的百合花。路易-菲利普企图回避，但他最终还是签署了《1831年2月16日法令》（Ordonnance du 12 mars 1831），这项法令将国玺上奥尔良家族的纹章换成一枚新的盾形纹章，纹章上是一本打开的书，上面写着“1830年宪章”几个字。随后还要把国王马车上、政府建筑物上、以及其他的百合花饰刮掉。路易-菲利普非常克制，违心地满足了这些要求，但对拉菲特来说，却是一场皮洛士式的胜利：从这一天起，国王决心尽快摆脱拉菲特。
总之，动乱升级本身就是对运动党自由放任政策的一次诘难。在众议院，2月19日，基佐感到愤慨，在所有中间派议员的强烈支持下，他挑动拉菲特解散众议院并重新选举。作为总理，拉菲特接受了这样的挑战，但是，解散众议院是国王才有的特权，路易-菲利普还想再拖延几天。在此期间，在蒙塔利韦的要求下，塞纳省省长巴罗被塔耶皮耶·德邦迪（Taillepied de Bondy）取代，而维维安·德古贝尔（Vivien de Goubert）接替了巴黎警察局局长波德。巴黎的街头，混乱仍在持续。一切都可以当作闹事和示威的借口。更重要的是，经济形势不景气。
最终，路易-菲利普决定迫使拉菲特辞职，他用了点计策。路易-菲利普让外交部长塞巴斯蒂亚尼把法国驻维也纳大使梅松元帅（Nicolas-Joseph Maison）的一份3月4日抵达巴黎的报告交给了自己，这份报告说，奥地利即将对意大利进行军事干预。拉菲特通过3月8日的《总汇通报》（Le Moniteur universel）才知道这份报告的存在。他当即要求塞巴斯蒂亚尼给出解释。塞巴斯蒂亚尼不得不承认，他这么做是因为接到了国王的命令。拉菲特急忙去见路易-菲利普，国王客气地接待了他。为了让国王自己道出事情原委，拉菲特跟国王提起了他在众议院展开的那项鼓动战争的计划。路易-菲利普劝他把问题提交给内阁，于是内阁在第二天举行了会议，结果一致反对拉菲特。他只能辞职。

## 秩序的重建
在搬开了“运动党”这块绊脚石之后，国王吁请“抵抗党”出面掌权。对路易-菲利普来说，他本质上是个中间派，这种新的政治选择并不怎么比以前那种更舒适，更何况他对银行家卡西米尔·佩里埃这位享有特殊威望的政治运动领袖没有一点儿好感：这种新的选择一上来就只是路易-菲利普的另一块绊脚石，他是企图利用这种选择重建国家的秩序，而让抵抗党的支持者为不受欢迎的措施承担责任。

### 卡西米尔·佩里埃内阁
1831年3月13日，拉菲特被“抵抗党”的主要人物卡西米尔·佩里埃取代。新内阁的组建引发了同路易-菲利普的谈判，这场交易颇为棘手，国王不愿削弱他的权力，并且，他不信任佩里埃。但佩里埃最终强加了他的条件，这些条件主要是关于总理在其他部长之上的支配地位，以及当国王不在时他召集内阁会议的可能性。佩里埃还要求把公开主张先进自由主义思想的王长子排除出内阁。然而，佩里埃并不想降低王室的声望，相反，他希望提高王室的声望。例如，他强迫路易-菲利普从他的家族住宅皇家宮殿搬到王宫杜伊勒里宫（1831年9月21日）。

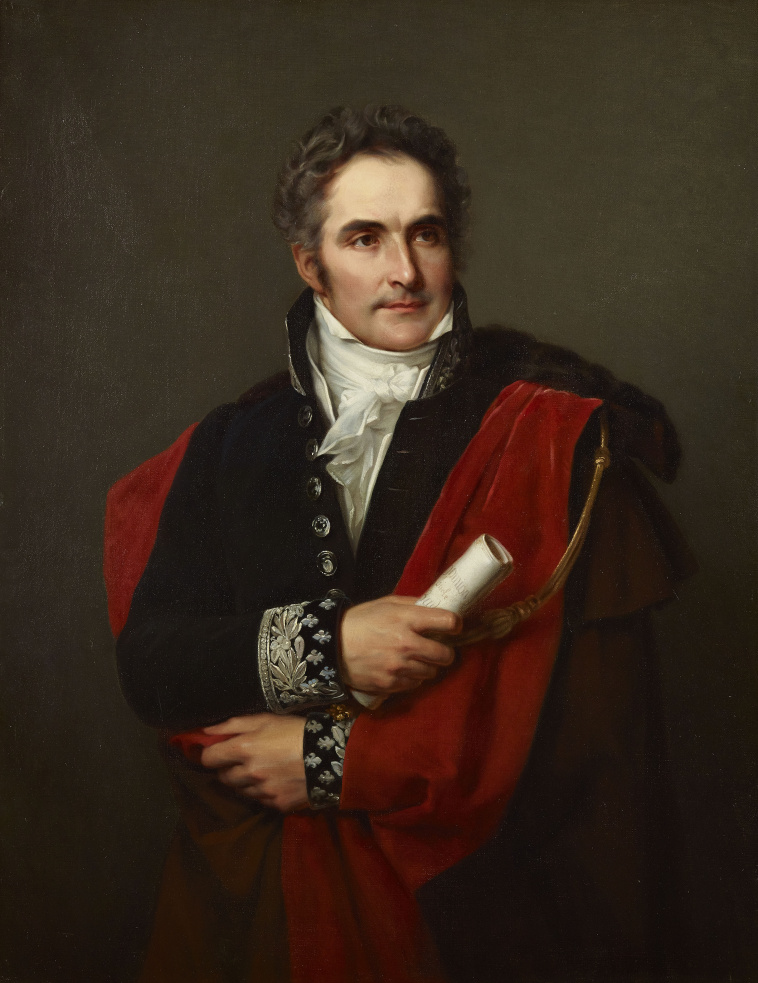
卡西米尔·佩里埃

1831年3月18日，佩里埃在众议院发言，实为他的施政纲领演说：“重要的是”，他说，“新成立的内阁告诉你们它是遵循什么原则组建的，又是什么原则指导着它的运作。你们应该在了解事实的情况下投票，应该知道你们支持的是什么政治制度”。组建政府所遵循的原则是内阁集体负责制，以及在行政机构之上的政府职权——集权制。至于政府打算实行的原则，对内是“我们革命时一样的原则”：“七月革命的原则[......]不是造反，[......]而是抵抗公权力的侵犯”，而对外是“一种和平的态度和对不干涉原则的尊重”。新总理最终用那句后来众所周知的口号总结了他的政策：
“对内要秩序，但不牺牲自由；对外要和平，但不损害荣誉。”
这次讲话得到了中间派的热烈掌声。由于对预算进行表决的日期尚未来临，众议院通过了四个月的“临时性十二分之一”（即四个月的临时预算）。这次表决被佩里埃看作是对新政府的信任投票，它在4月8日通过的时候，获得了227个白球（赞成），仅有32个黑球（反对）。

#### 对混乱制造者的镇压
受众议院表示出的信任所鼓舞，政府着手树立威信，并要严厉惩罚制造混乱的人。机会很快就出现了。
1831年3月14日，反对派的报纸发起了一场捐款活动，用于创建一个全国性的协会，旨在对抗波旁家族的返回以及可能出现的外国入侵。这个协会得到了所有著名左派人士的赞助，像拉法叶、杜邦·德勒尔、拉马克（Lamarque）和巴罗，并且没多久就在外省建立了地方组织形成网络。佩里埃向省长发出通函，禁止国家公职人员（公务员、军人、法官）加入该协会。佩里埃指出，该协会声称捍卫革命和国家领土，实则充当了国家的敌人，因为它含蓄地指责国家没有履行职责。4月初，政府着手将一些知名人物撤职，轰动一时：奥迪隆·巴罗在最高行政法院的职务被解除，拉马克将军的军事指挥权被撤销，梅斯市市长让-巴蒂斯特·布硕特（Jean-Baptiste Bouchotte）被撤职，都像国王的侍从官德拉博尔德侯爵（Alexandre de Laborde）一样被撤职了。反对派讥讽道：从此以后，我们谈论的不再是“一个由共和制度环绕、平民的王位”， 而是“一个由共和撤职环绕、空论派的王位”。
4月15日， 一些年轻的共和主义者被重罪法庭宣布无罪，他们大多是国民自卫军的炮兵军官，是在1830年12月的那场骚乱中遭到了逮捕，那场骚乱深刻地影响了对查理十世的四位部长的诉讼。法庭的判决在4月15日、16日引发了新的骚乱。但佩里埃做出强硬反应，他依据一项4月10日刚刚表决、强化措施以应对人群聚集的法律，派巴黎驻军同国民自卫军一起驱散示威者。
5月，政府使用了消防泵对抗示威者，这是现代水炮的雏型。使用这种新式的镇压武器给漫画家带来了乐趣：除了雨伞，灌肠器也成了路易-菲利普在时事漫画中的标志。

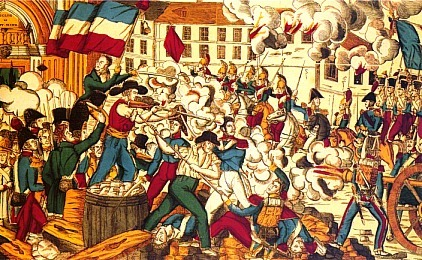
里昂丝绸工人暴动

6月14日，一位圣丹尼街的珠宝商和一位拿破仑歌曲的传唱者发生争吵，随后，爆发了一场新的骚乱。到晚上，这场骚乱转化为武装冲突，同国民自卫军发生激战，而且，国民自卫军得到了龍騎兵和步兵的支援。15日、16日整整两天，战斗持续不断。
最重要的是，政府不得不面对里昂丝绸工人的暴动。1831年11月21日，里昂的丝绸工人起义，而且，一部分国民自卫军加入了他们的行列。两天后，第7师师长罗热将军（François Roguet）和里昂市市长普吕奈尔（Victor Prunelle）放弃里昂，工人控制了城市。
11月25日，卡西米尔·佩里埃在众议院宣布了他的强硬对策：苏尔特元帅和奥尔良公爵带领2万人立即出发夺回里昂。12月3日，他们轻而易举地进入里昂并重建秩序，没有发生流血事件。
1832年3月11日，格勒诺布尔发生骚乱：在狂歡節的时候，一张面具以特别粗俗的的方式表现了路易-菲利普。那张面具本应在晚上的舞会上出现，然而省长把舞会取消了。这引起民众的不满，他们在省政府前举行了示威。省长让国民自卫军去驱散示威者，但国民自卫军避免介入此事，以至于这位高级公务员要求动用军队。第35步兵团受命执行了这项任务，但愤怒的民众要求把他们赶出这座城市。为了恢复平静，当局做出让步，3月15日，第35步兵团离开格勒诺布尔，来自里昂的第6步兵团接替了它。当卡西米尔·佩里埃得知这个消息的时候，他反应强烈：他解散了格勒诺布尔的国民自卫军，并且立即召回第35步兵团。在军乐的带领下，第35步兵团迈着整齐的步伐再次进入格勒诺布尔。
然而，政府的强硬似乎无力制止一系列的阴谋和政治审判，而政治审判已经成了辱骂国王和政府的讲台。在所有的省，在多菲内，在皮卡第，在卡尔卡松，在阿尔萨斯，......，骚乱持续不断。这些暴力的行为也对奥尔良公爵造成了影响，愈发坚定了他温和的政治观念。

#### 1831年7月的提前选举
1831年5月下半月，路易-菲利普在苏尔特元帅的陪同下视察了诺曼底和皮卡第，在那里国王受到了热烈的欢迎。从6月6日到7月1日，他和长子奥尔良公爵、次子内穆尔公爵以及阿尔古伯爵（Antoine d'Argout）巡视了法国东部，大量的共和主义者和波拿巴主义者活跃在那里。国王先后去了莫城、蒂耶里堡、沙隆、瓦尔米、凡尔登、梅斯、南锡、吕内维尔、斯特拉斯堡、 科尔马、米卢斯、贝桑松和特鲁瓦。这次出巡取得了成功，给了路易-菲利普显示权威的机会。
1831年5月31日，路易-菲利普在圣克卢签署了一项法令，通过这项法令，他解散了众议院，将选举日期定于7月5日，并且决定8月9日召开国会。6月23日，他又在科尔马签署了一项新的法令，把召开国会的日期提前到7月23日。
按照1831年4月19日的新选举法，大选顺利结束，没有发生意外。结果令路易-菲利普和卡西米尔·佩里埃感到失望：几乎一半的众议员是新当选的，没有人知道将来他们会如何投票。7月23日，国王开启了新一届议会会期；路易-菲利普在御前演讲中进一步阐述了卡西米尔·佩里埃政府的纲领：对内要严格执行宪章，对外要严格捍卫法国的利益和独立。参众两院于7月25日举行了首次会议。8月1日，官方候选人吉罗·德兰（Girod de l'Ain）击败拉菲特成为众议院议长，而卡西米尔·佩里埃，考虑到他的多数席位不够明显，立即提交了辞呈。
路易-菲利普非常为难，他试探奥迪隆·巴罗，而奥迪隆·巴罗拒绝接管政府，并指出他在众议院只掌握了一百席。8月2日和3日，在选举众议院秘书和众议院助理的时候，相反，官方候选人安德烈·杜潘和邦雅曼·德莱塞尔（Benjamin Delessert）成功当选。8月2日，荷兰国王入侵比利时，比利时人请求法国进行军事干预，最终，为了回应比利时人的请求，卡西米尔·佩里埃被迫收回辞呈。
众议院在讨论回应御前演讲的祝词时，引发了关于波兰问题的激烈辩论，一些议员在比尼翁男爵（Louis Pierre Édouard Bignon）的带领下想推动法国进行干预，就像准备对比利时进行军事干预那样。卡西米尔·佩里埃强烈抵制并赢得辩论：在给国王的祝词中，对于波兰问题将仅限于含糊的套话。对政府来说，这是一次明确的胜利，它使“抵抗党”重新回到轨道上。
屈从于主流意见，卡西米尔·佩里埃使一项旨在废除贵族院席位继承权的法律草案在众议院获得通过，这也是左派多年来的要求。在几场议会大战之后，他还成功地使《1832年3月2日法》（Loi du 2 mars 1832）获得通过，这是一项关于王室经费的法律，该项法律决定，每年的王室经费总额为一千二百万法郎，另外还要给王长子一百万法郎。司法部长巴特（Félix Barthe）最终将他的名字同七月王朝时期一座立法上的丰碑连结在一起：《1832年4月28日法》（Loi du 28 avril 1832），该项法律修改了《刑法典》和《刑事诉讼法典》。

#### 1832年的流行性霍乱
印度1815年出现的霍亂疫情在1832年3月20日左右到达巴黎。仅在4月，就有13000人死亡，直到9月，巴黎都一直处在这场瘟疫的肆虐中，总共造成18000人死亡。当时还不知道霍乱的原因，这种病使公众在精神上陷入恐慌，人们不假思索地怀疑有人下毒，而拾荒者对当局的卫生措施予以反抗。
霍乱同样袭击了王室成员——阿德莱德夫人（Adélaïde d'Orléans）患病——和政坛人物——阿尔古和基佐也被感染。卡西米尔·佩里埃在4月1日同奥尔良公爵看望主宫医院（Hôtel-Dieu de Paris）的病人后染病。他不得不卧床休息，继而病情恶化，停止履行其内政部长职务。在经过长期的痛苦后，他于1832年5月16日去世。

#### 政权的巩固
路易-菲利普在摆脱卡西米尔·佩里埃后并没有急忙任命一位新总理，更何况议会会期尚未开始，而且混乱的政治局面需要迅速和有力的措施。
事实上，政权受到了各方面的攻击：正统派方面，贝里公爵夫人（Duchesse de Berry）企图在1832年春天煽动普罗旺斯和旺代暴动，不过行动很快就搁浅了；共和派方面，1832年6月5日，他们借拉马克将军葬礼之机在巴黎掀起六月革命，拉马克将军是一位共和派的领袖，也是因霍乱而死。当权者反应强硬，作战部队和国民自卫军——主要是国民自卫军——始终忠于政府，穆通将军可以对暴乱进行残酷的镇压，在两个战场共造成800人伤亡。
对正统派和共和派的两场胜利极大地促进了政权的巩固，与此同时，波拿巴主义者因莱希斯塔德公爵的去世而沉浸于哀伤中，他在7月22日死于維也納。路易-菲利普在国内的这些成功更因他在外交上的巨大成功而锦上添花：8月9日，就是七月王朝成立一周年那天，他的长女路易丝公主（Louise d'Orléans）和比利时的新国王利奥波德一世在贡比涅城堡举行婚礼，这使七月王朝在欧洲的地位更加稳固。

### “花瓶总理”和“政治能人”

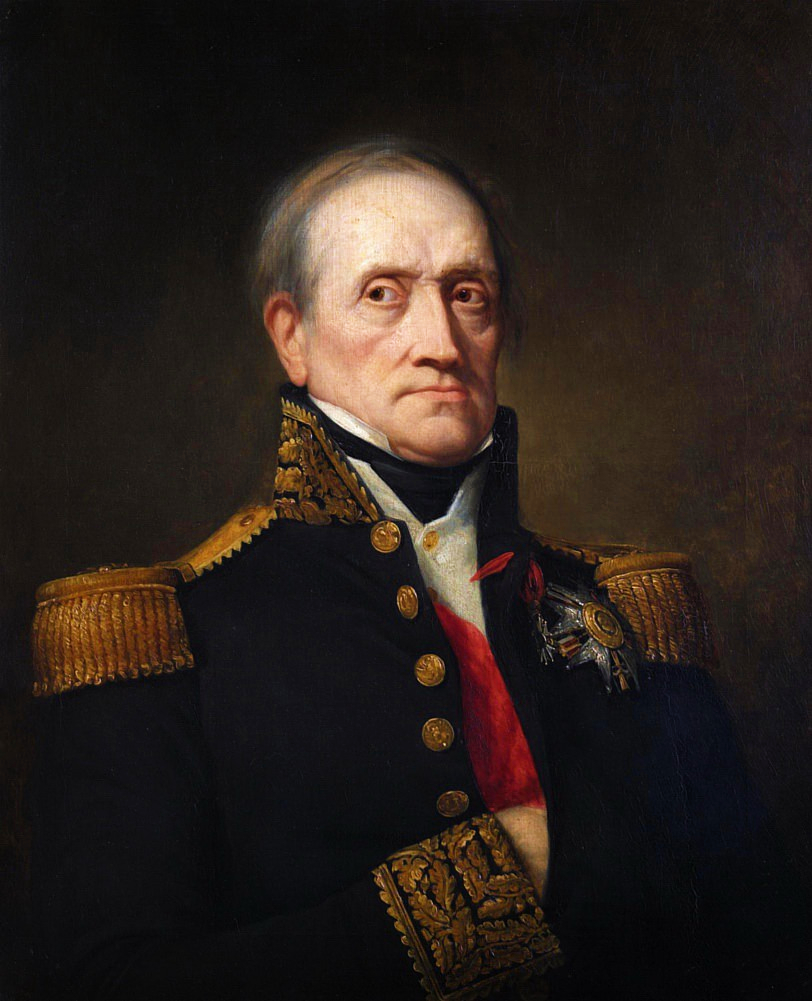
苏尔特元帅

1832年10月，路易-菲利普吁请一个他信得过的人——苏尔特元帅——出任总理。苏尔特并没有足够的威信对他的同僚施加影响，他出任总理更多是装饰性的，而不是政治性的，这样的“花瓶总理”在后来反复出现。苏尔特可以依靠当时三个主要政治人物组成的三人联盟：阿道夫·梯也爾、布羅伊公爵和弗朗索瓦·基佐。《辩论报》把这称为“所有政治能人的联盟”，而路易-菲利普最终心怀怨恨地称，“卡西米尔·佩里埃变身三个人”。
在发给高级公务员、高级军官以及法官的通函中，新总理简要地总结了他奉行的准则：“杰出的卡西米尔·佩里埃所采纳的政治制度也将是我要采纳的。[……]对内要秩序，对外要和平，将是他余下任期内最可靠的保证”。

#### 苏尔特内阁（1832年10月—1834年4月）初期的成就
新的内政部长梯也爾自1832年11月7日在南特捉住贝里公爵夫人名声大噪，而贝里公爵夫人被关进布莱伊城堡（Citadelle de Blaye）。在布莱伊，关押中的贝里公爵夫人生下一个女儿，她声明，孩子的父亲是卢凯西-帕里伯爵（Hector Lucchesi-Palli），他们已于1831年底在罗马秘密结婚。1833年6月8日，她被驱逐到意大利。
在比利时，为了击退荷兰的侵略，热拉尔元帅率领一支7万人的军队给这个年轻的君主国提供了援助，尤其是夺回了安特卫普城堡（Citadelle d'Anvers），12月23日，城堡的守军投降。
凭借这些胜利，1832年11月19日，政府在一个有利的地位上着手开启议会的新一轮会期，而路易-菲利普也可以到外省进行两次巡视以检验他的受欢迎程度：1833年1月5日至20日在北方，1833年8月26日至9月12日在诺曼底，他向从安特卫普胜利归来的军队表示了敬意。
国王和他的政府采取了一些受欢迎的措施以求赢得民心：例如一系列大型建设，尤其是结束了众多纪念性建筑，像是凯旋门；还有一些象征性的举动，像是1833年6月21日重新把拿破仑的塑像竖立在旺多姆圆柱上。教育部长基佐引入了著名的《基佐法》（Loi Guizot），1833年6月28日通过的这项法律强制每一个市镇成立一所小学。
1834年4月1日，布羅伊公爵辞职，原因是1831年同美国缔结的一项条约无法获得众议院的批准。他的辞职引起内阁大规模改组。对国王来说，内阁改组最大的好处是除去了“卡西米尔·佩里埃变身三个人”中最令他厌烦的一位，全因布羅伊公爵贵族的傲慢和刚硬的性格。

#### 四月的暴动和1834年6月21日的提前选举
1834年4月4日的内阁改组恰逢国内多个城市再次出现近乎暴动的局面。早在2月底，因颁布一项法律，宣读公告的差役经过许可才能活动，已经引起了同巴黎警察多达数日的武装冲突。

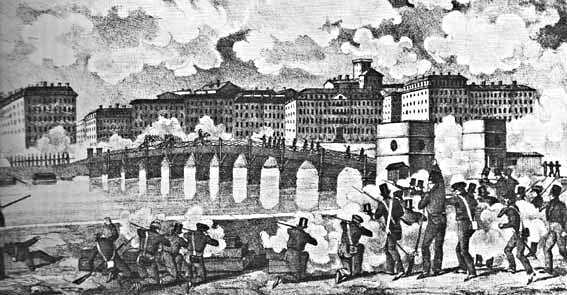
1834年4月，第二次里昂丝绸工人暴动。

政府已决定，通过《1834年4月10日法》（Loi du 10 avril 1834），对未经授权的协会进行更严厉的打压，为的是遏制最重要的共和派协会——人权联盟（Société des droits de l'homme）。而就在4月9日，贵族院对该文本进行最后表决的那一天，第二次里昂丝绸工人暴动爆发了。内政部长梯也爾将里昂丢给了起义者，并于4月13日再次夺回，造成双方各有100至200人死亡。
共和派试图将暴动扩展到外省的其他城市，但他们的行动在马赛、維埃納、普瓦捷和沙隆都失败了。格勒诺布尔的骚乱要更严重些，尤其是4月11日在圣艾蒂安的骚乱，不过很快就全都恢复了秩序。最终是在巴黎发生了最大规模的骚乱。

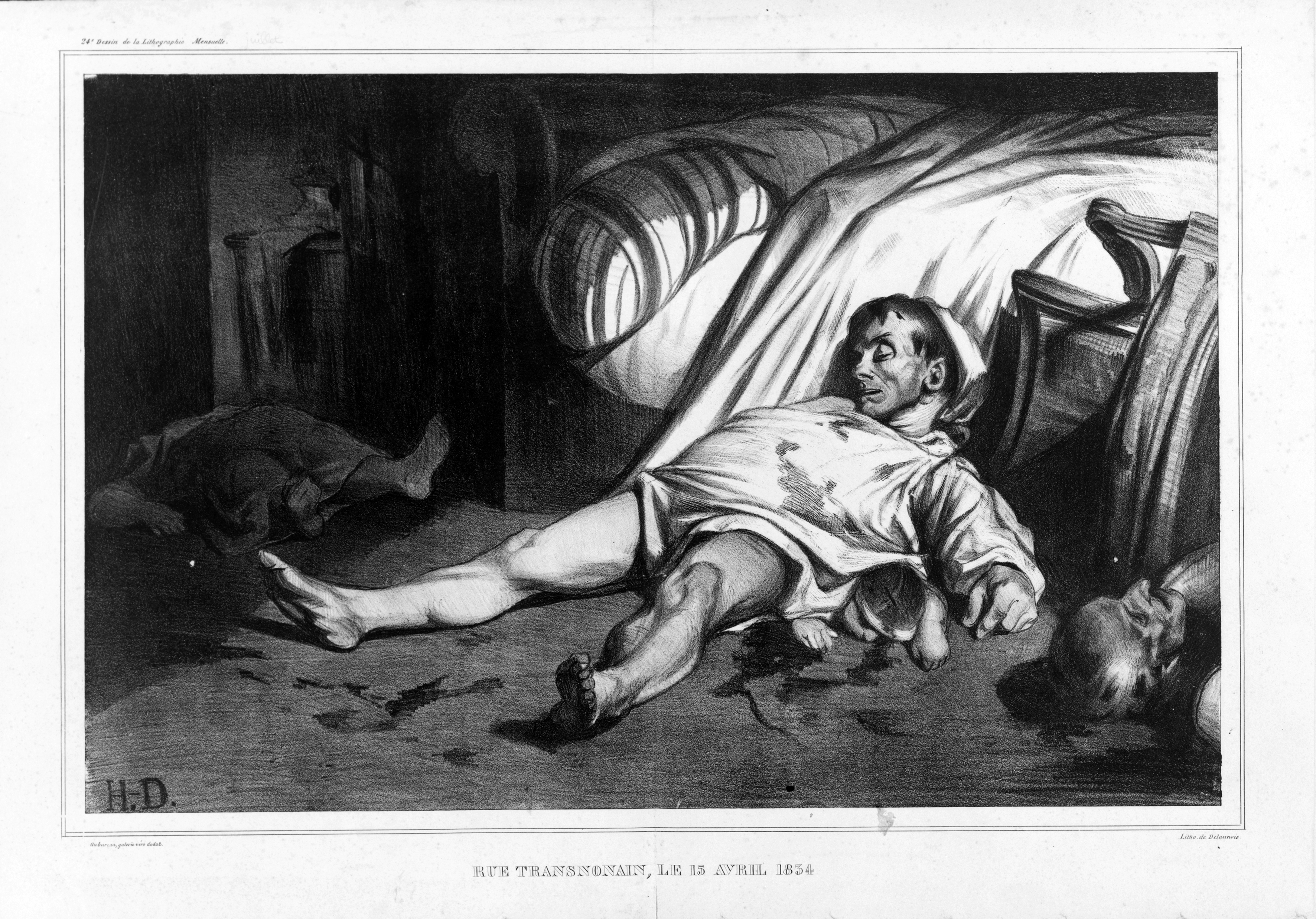
1834年4月14日，《唐斯诺南街的屠杀》，作者：奥诺雷·杜米埃。

梯也尔已经预料到首都的骚乱，他在巴黎集结了4万人，国王在4月10日对他们进行了检阅。作为预防措施，梯也尔逮捕了150名人权联盟的重要头目，并且关闭了它的喉舌——那份充满敌意的《论坛报》（La Tribune des départements）。无论如何，4月13日晚，政府开始设置路障。在部队指挥官比若将军的陪同下，梯也尔亲自指挥了所谓维持秩序的行动。镇压是残酷的。由于遭到了唐斯诺南街12号射出的子弹袭击，军队向这栋房子发起进攻；所有的居住者——男人、女人、孩子、老人——都被军人用刺刀杀害，奥诺雷·杜米埃那幅著名的石版画使这次屠杀永远被人们记住。
| 政治团体 | 政治团体 | 席位    | 席位    | 席位 |
| 政治团体 | 政治团体 | #       | %       |      |
| -------- | -------- | ------- | ------- | ---- |
|          | 多数派   | ~310 席 | 67,4 %  |      |
|          | 反对派   | ~120 席 | 26,1 %  |      |
|          | 正统派   | ~30 席  | 06,5 %  |      |
|          |          |         |         |      |
|          | 总计     | 460 席  | 100,0 % |      |

4月14日，就在人们还在巴黎继续战斗的时候，参众两院的全体议员来到杜伊勒里宫，为恢复公共秩序，尽其所能给国王提供协助。路易-菲利普决定5月1日他的圣名瞻礼日那天不再举行官方庆祝仪式，并宣布原本用于庆祝的款项将被用来救济伤者、寡妇和孤儿。与此同时，他命令苏尔特元帅对这次骚乱的经过进行广泛的宣传，“为了使公众、议院和全法国了解真相，并且让他们认识到扩军是多么必要”。
超过2000人在随后的各种骚乱中被捕，尤其是在巴黎和里昂。根据《1830年宪章》第28条，通过国王的法令，他们在贵族院被提起诉讼，原因是他们危害国家安全。共和派的领导机构被除掉，以至于5月20日拉法叶去世后，他的葬礼没有引起任何事端。早在5月13日的时候，众议院投票通过了一笔1400万法朗的拨款，让政府能够维持一支36万人的军队。两天后，还通过了一项对持有和使用军用武器极其严厉的法律。
路易-菲利普认为解散众议院的时机到了，于是他解散了众议院，并在1834年6月21日举行了的新立法选举，然而结果并未完全满足他的期望：尽管共和派基本上被清除，反对派仍超过了150席，其中正统派占有30席，余下的是奥迪隆·巴罗所领导的“王朝左派”，他们忠于政权，但反对“抵抗党”支持“运动党”；多数派超过了300席，并且，出现了“第三党”，他们可能会在一些投票中背叛多数派支持左派。
新一届众议院于7月31日召开会议，理所当然，选举产生了新一任议长安德烈·杜潘，他是第三党的领导人，但跟国王关系密切。众议院以压倒多数通过了一个模棱两可的祝词，在给国王的祝词中，用一种中规中矩的套话透露出对国王的批评。8月16日，路易-菲利普急忙令众议院休会，直到年底。

#### 热拉尔、马雷、莫蒂埃：走马灯式的内阁（1834年7月—1835年2月）

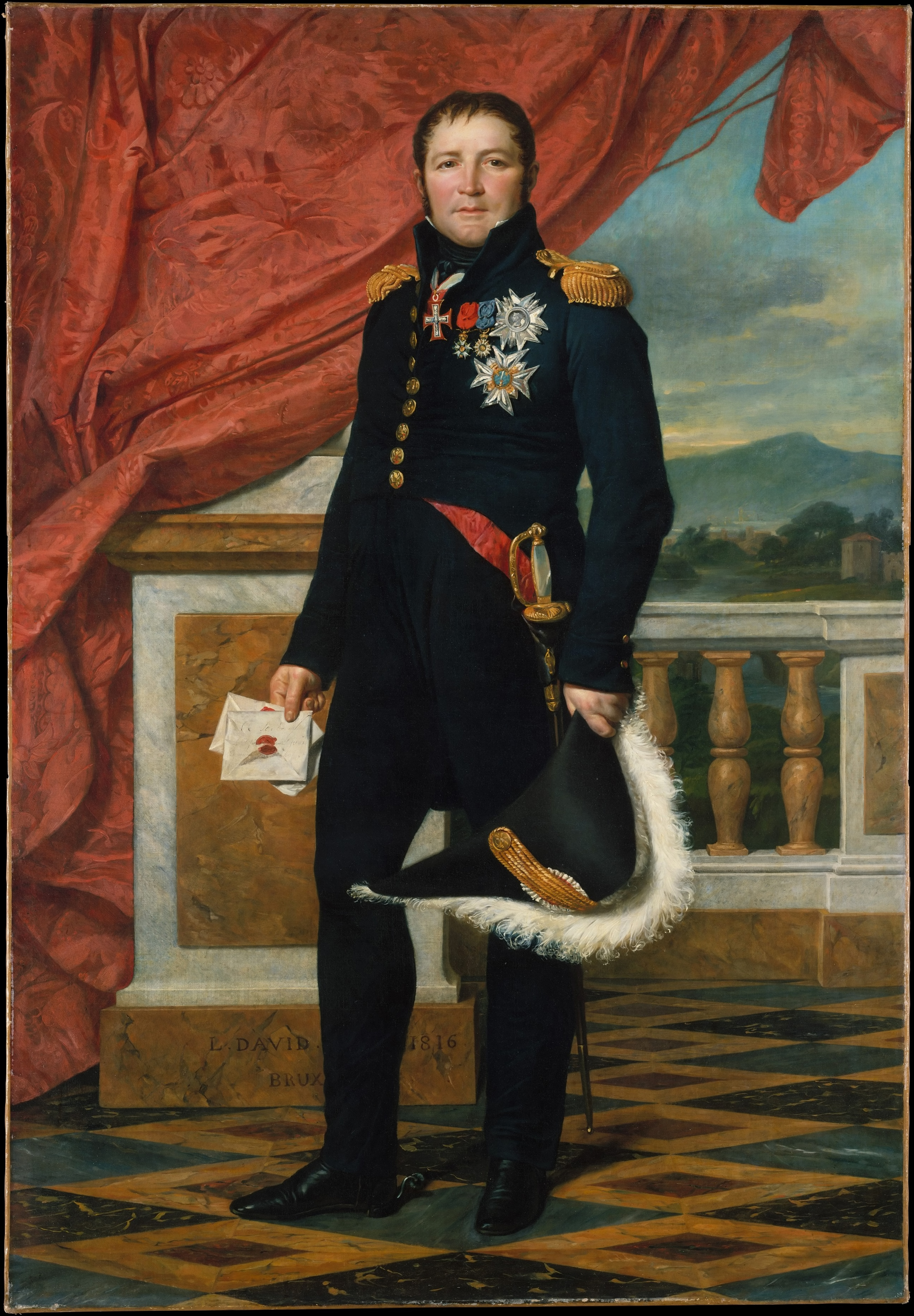
热拉尔元帅

实际控制内阁的梯也爾和基佐决定摆脱苏尔特元帅，他们觉得苏尔特既迟钝又粗鲁，但国王赏识他的殷勤，好让他执行自己想要的政策。一次涉及到法属阿尔及利亚军事地位和民事地位的事件充当了借口。被逼无奈，路易-菲利普于1834年7月18日极不情愿地接受了苏尔特的辞呈，并让热拉尔元帅接替了他。旧的“花瓶总理”走了，新的“花瓶总理”来了，除此以外，内阁的组成未做任何改动。
很快，内阁就解散了，起因是一个被第三党夸大了的伪问题：对“四月被告人”进行特赦的可能性。路易-菲利普、空论派、以及内阁的核心人物都反对特赦，但第三党过分强调组织2000名被告在贵族院受审非常困难，成功地欺骗了热拉尔元帅，他表示赞成特赦，然而当时任何诉讼程序都还没有确定。当热拉尔意识到国王、基佐和梯也尔都反对他、而他没有任何可能推行他的意见时，他只能在10月29日辞职。
随后开启了长达近四个月的内阁危机。在多次尝试各种各样、然而却并不奏效的组合之后，路易-菲利普组建了一个完全由第三党组成的内阁，这是当时政治局势的必然结果。但是，在杜潘拒绝出任总理后，国王犯了一个错误：1834年11月10日，他吁请一位第一帝国的遗老——巴萨诺公爵马雷——出任总理。
新总理欠了太多的债，只要一宣布任命，他的债主就会扣押他的薪水。新政府的建立令人啼笑皆非。新闻界极其愤怒。部长被这样的迎接吓到了，他们从11月13日起纷纷辞职，甚至都没有通知巴萨诺公爵，这届政府获得了“三天内阁”的绰号。11月18日，路易-菲利普又请出一位“花瓶总理”，这一次是特雷維索公爵莫蒂埃元帅，而内阁则完全照搬了热拉尔元帅那一届。
这场危机让第三党出了洋相，而空论派则取得了胜利。内阁希望扩大优势，于是准备强迫议员明确表示对其政策的支持。在议院12月1日的会议上，政府提交了一份目的明显的议事日程，里面明确提出信任动议，该动议在12月6日以184票对117票获得通过。然而，差不多就在两个月后，内阁还是解散了。先是因为要布置场地，以便审判“四月被告人”，在这笔经费上跟议会发生了冲突。后来反对派又揭露内阁没有首脑，他们指责路易-菲利普在内阁放了一个傀儡，为的是行使他私人的权力。论战如火如荼，为了反对路易-菲利普，他们又搬出梯也爾曾经威慑查理十世的那句名言：“国王统治国家但不要管理”。最终，当1835年2月20日莫蒂埃元帅正式以健康原因辞职的时候，国王丝毫没有挽留的意思。

## 实现议会制的艰难之路

### 轮廓模糊的制度
论战导致了莫蒂埃元帅辞职，但论战并未就此结束。受共和主义者写的小册子影响，论战持续发酵，国王的地位和议会的特权这两个问题成为争论的焦点。一方面，路易-菲利普希望能操控他自己的政策，尤其是在国防和外交上，他觉得这些本来就该归他管。不仅如此，他还想绕开总理，让部长直接听命于他。另一方面，部分议员表示，内阁应该有一位领导人，而且这位领导人应该出自议会的多数派。他们希望完成政体上的转变，最终实现議會制。不过，对于议会制，《1830年宪章》也仅仅是做了个草图，实际上，它并没有写明内阁在众议院的政治责任机制，像是信任案，或是不信任案。另外，总理的存在性也无法在宪章中找到依据。

### 议会政治昙花一现：布罗伊公爵內閣（1835年3月—1836年2月）
在这种背景下，议员们认为有必要向路易-菲利普施压，迫使他选布罗意公爵担任总理。原因很简单，这是路易-菲利普最不希望的人选，因为布羅伊公爵的亲英立场使路易-菲利普疑心重重，而且他不受管控，态度傲慢，这让路易-菲利普十分不悦。在三个星期的内阁危机中，路易-菲利普先后请求莫莱、杜潘、苏尔特、塞巴斯蒂亚尼、热拉尔出任总理，但都遭到了拒绝。最终，1835年3月12日，他只好作出决定，邀请布罗伊公爵，并且接受差不多跟卡西米尔·佩里埃一样的条件。
跟第一次苏尔特内阁一样，新政府建立在三人联盟之上：外交部长布罗伊，教育部长基佐，内政部长梯也爾。布罗伊公爵一上任就一洗前耻，1831年7月4日同美国缔结的条约这一次在众议院顺利通过。此外，他还在关于秘密基金的辩论中获得多数支持，秘密基金以256票支持、129票反对获得通过，这样就省去了对政府进行信任投票。

#### “四月被告人”诉讼案
布罗伊政府的一件大事就是对参与四月暴动的人进行诉讼，诉讼案于1835年5月5日在贵族院展开。2000名嫌疑犯中，最终只有164人被提起诉讼，其中43人是被缺席审判。121名被告人在贵族院受到了审判，他们把诉讼程序搞得无比复杂，使用各种可能的手段把这场审判变成宣传共和的大好时机。7月12日，一部分被告人通过一条早已准备好的地下通道逃出圣佩拉吉（Sainte-Pélagie）监狱，巴黎暴动的领头者也在其内。
1835年8月13日，贵族院对里昂的暴动者进行了审判，随后，考虑到犯人的反抗，对其他的犯人并没有采取庭审，并在1835年12月和1836年1月宣布了判决。判决是相当仁慈的：没有人被判死刑，一部分被判流放，大部分被判有期徒刑，还有人被无罪释放。

#### 菲斯奇的袭击（1835年7月28日）
在公众舆论眼中，与他们所期望的相反，共和派并没有从“四月被告人”诉讼案中获得好处：是共和派自己给大众造成一种印象，雅各宾党人的所有暴行又复活了，这尤其是让资产阶级感到害怕。1835年7月28日针对国王的袭击使共和派彻底失去声望。
值纪念七月革命之际，路易-菲利普要在巴黎的大道上检阅国民自卫军。他不顾会遭遇袭击的传闻，拒绝取消阅兵。陪同他的有长子奥尔良公爵，次子内穆尔公爵，三子儒安维尔亲王，包括布羅伊公爵和梯也爾在内的各位部长，以及众多元帅和军官。一架由20多个枪管组成的“地狱机器”突然从圣殿大道50号的一所房间中射出。路易-菲利普所幸只在额头上有些擦伤，他的儿子也安然无恙，而莫蒂埃元帅和其他十个人当场身亡。十多个伤者中，有七人在随后几天里死亡。
袭击的主犯是朱塞佩·菲斯奇（Giuseppe Fieschi）——一个患有偏执狂而且自负的冒险家，他曾经是缪拉军中的一名士兵。另外还有鞍具制造者皮埃尔·莫雷和药品杂货店主西奥多·佩潘，这两人都是跟人权联盟有关的狂热共和党人。他们在贵族院受审，并在1836年2月19日被送上断头台。

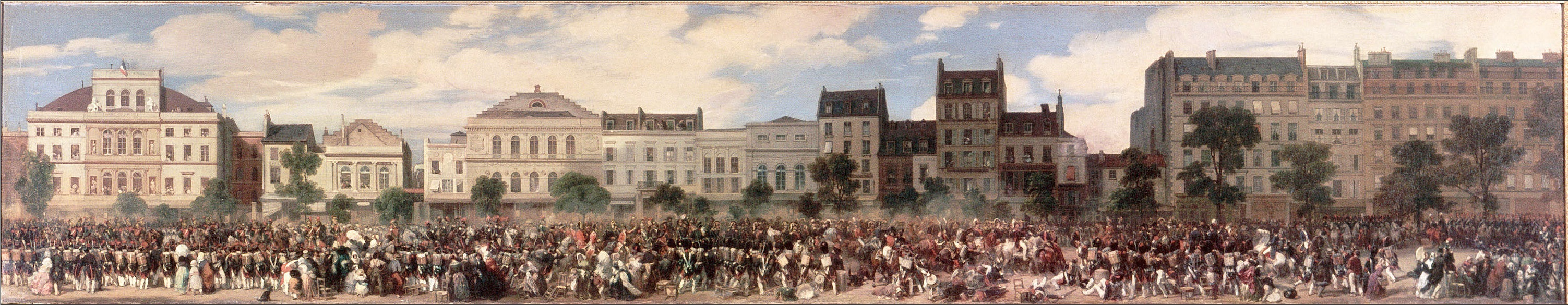
1835年7月28日，菲斯奇的袭击 （欧仁·拉米, 1845年, 凡尔赛宫）

#### 1835年9月通过的法律，以及政权的巩固
杀戮的暴行举国震惊。共和派名誉扫地。公众舆论欣然等待有力措施。于是，从8月4日起，内阁陆续向议会提交了三项法律草案，旨在强化对反政府袭击者的镇压。布羅伊公爵解释说：“《1830年宪章》通过君主立宪的形式确立了政治自由。所有的政党在君主立宪的框架内是自由的。一旦他们出了这个框架，自由也就与他们无关了。是他们自己置身于法律之外。...... 新闻自由并不凌驾于其他组织之上。...... 君主高于一切才是君主立宪的基本原则。”
第一项法律加强了巡回法院（cour d'assises）院长和检察官对被指控叛乱、持有违禁武器或企图叛乱的人的权力。该法律于 1835 年 8 月 13 日以 212 票对 72 票通过。
第二项法律改革了巡回审判陪审团的程序。现行的 1831 年 3 月 4 日法律将有罪或无罪的裁定权限制在陪审团（不包括属于巡回法院的专业治安法官），并且需要 2/3 多数票（8 票对 4 票）才能作出有罪判决。新法律将其改为简单多数票（7 票对 5 票），并于 1835 年 8 月 20 日以 224 票对 149 票通过。
第三项法律限制了新闻自由，并引发了激烈的争论。它旨在禁止有关国王、王朝和君主立宪制的讨论，因为据称这些为菲利奇的袭击企图做好了准备。尽管草案遭到强烈反对，但该法律还是于 1835 年 8 月 29 日以 226 票对 153 票获得通过。
这三项法律于 1835 年 9 月 9 日同时颁布，标志着自卡西米尔·佩里埃以来针对共和党人实施的抵抗政策的最终成功。七月王朝从此稳固了其地位，有关其合法性的讨论被完全禁止。反对派现在只能讨论《1830年宪章》的解释并提倡向议会制发展。然而，在 1840 年，扩大选民基础的要求变得更加频繁，导致共和党反对派通过要求普选权而重新出现。
但布罗伊内阁最终在公共债务问题上失利。财政部长让-乔治·胡曼（Jean-Georges Humann）于 1836 年 1 月 14 日宣布，他打算降低政府债券的利息，以减轻公共债务。这一举措在政权支持者中非常不受欢迎，因为债券利息是资产阶级财富的基本组成部分。因此，部长会议立即否决了胡曼，而布罗意公爵向议院解释说，政府不支持他的建议。然而，他的语气被代表们认为是侮辱性的，其中一位——银行家亚历山大·古安（Alexandre Henri Goüin）——立即亲自提出了一项有关债券的法律草案。1836 年 2 月 5 日，以微弱多数（194 票对 192 票）的代表决定继续审查草案，从而否决了布罗伊内阁。政府立即辞职：这是第一次有内阁在众议院处于少数地位后倒台，这是议会制的必然胜利。

### 议会政治举步维艰

#### 两届莫莱内阁
1836 年 2 月 22 日，菲利普一世宣布成立梯也尔的第一届内阁，以取代维克多·德布罗意内阁。1836 年 8 月 25 日，梯也尔辞职，因为国王拒绝接受他派遣军队消灭西班牙革命党的建议，而这一建议得到了战争部长迈松的大力支持。 1836 年 9 月 6 日，马修·莫莱的第一届内阁取代了梯也尔政府。

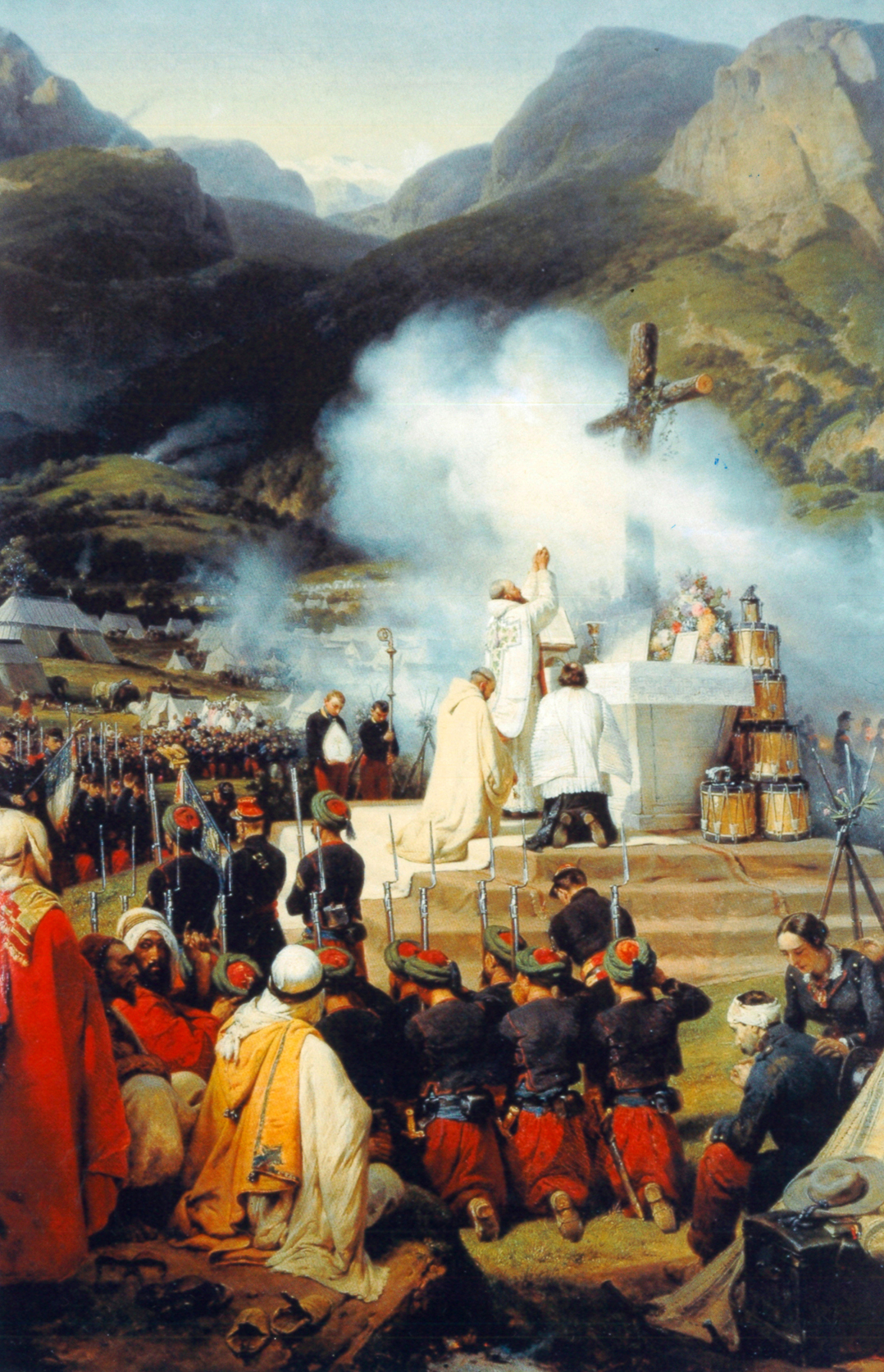
1837 年法国征服阿尔及利亚期间在卡比利亚举行弥撒

莫莱的新政府成员包括基佐、坦内吉·杜沙泰尔和阿德里安·德·加斯帕林。新内阁中没有任何七月革命“老兵”，媒体立即对此进行了报道。莫莱迅速采取了一些人道主义措施以确保他的声望：普遍采用小牢房以避免“相互教导犯罪”，废除公开的枷锁劳役制度，并赦免52名政治犯（正统派和共和派），特别是查理十世的前部长。1836 年 10 月 25 日，卢克索方尖碑（埃及穆罕默德·阿里帕夏赠送）在协和广场落成，民众纷纷为国王鼓掌。
1836 年 10 月 30 日，路易-拿破仑·波拿巴试图在斯特拉斯堡发动起义，但起义很快被镇压，波拿巴及其同伙于同日被捕。国王为了避免公开审判，在未经法律程序的情况下，下令将路易-拿破仑带到洛里昂，波拿巴乘船流亡美国。其他同谋者在1837 年 1 月 18 日被斯特拉斯堡巡回法庭宣判无罪。
针对此事，1837 年 1 月 24 日，战争部长西蒙·伯纳德将军提出了一项法律草案—— 《分离法》，旨在发生叛乱时，将平民与非平民分开，平民将由军事法庭审判，非平民将由军事委员会审判。反对派坚决反对该提案，令人惊讶的是，1837 年 3 月 7 日，整个议院以 211 票对 209 票的微弱多数否决了该提案。然而，路易·菲利普决定违背公众的期望和议会制的逻辑，维持莫莱政府。但政府失去了议会的稳固多数，因此陷入瘫痪。一个半月的时间里，国王尝试了各种内阁组合，才组建了新政府，其中包括与他关系密切的卡米尔·德·蒙塔利维，但排除了与莫莱合作愈发困难的基佐；莫莱再次被任命为政府首脑。
这个新政府几乎是对议会的挑衅：不仅莫莱被留任，而且负责《分离法》的德·萨尔万迪和负责比利时王后（七月王朝公主）嫁妆法案草案的让-拉卡夫-拉普拉涅也成为新内阁成员——这两项法案均被议员否决。媒体称这是“城堡内阁”或“走狗内阁”，所有人都预计它不会持续太久。
因此，当莫莱在4月18日登上主席台，代表们都在坚定地等待着。“先生们，”议会主席宣布，“国王委托我们通知你们，这对国家和他的家人来说都是一件同样幸福的事情……” 。这关系到王子与梅克伦堡-什未林公主海伦的未来婚姻。这一新举措的宣布打断了所有批评和争论。代表们只能批准增加奥尔良公爵的嫁妆，从每年100万增加到200万，并且还为婚礼费用和建立费用分配了100万的一次性津贴。这些规定于4月22日以 307 票赞成、49 票反对通过。4月27日，以239 票赞成、140 票反对通过价值100万的公主嫁妆将立即送出。

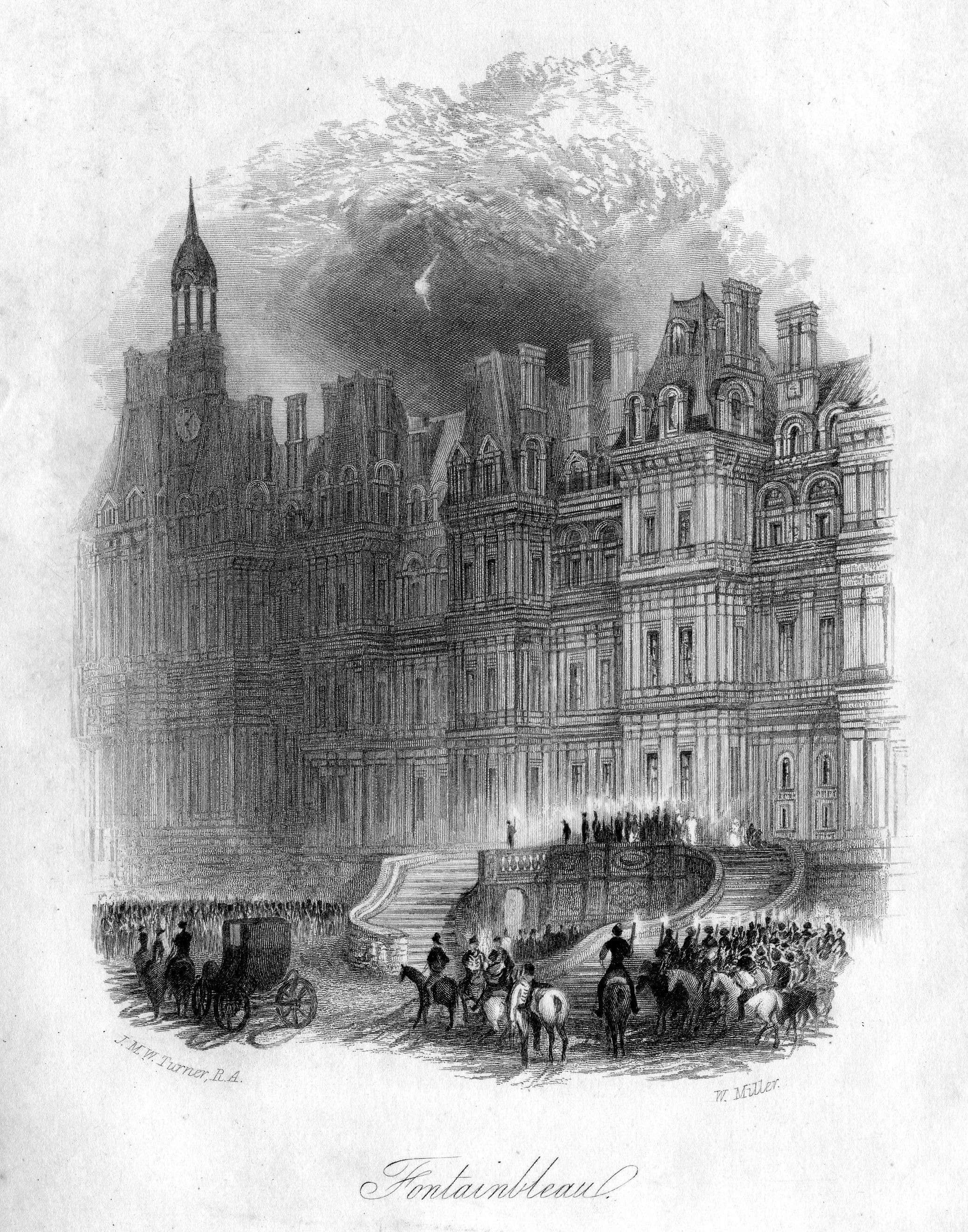
1836年，枫丹白露宫

有了一良好开端，5 月，尽管遭到奥迪隆·巴罗的攻击，莫莱政府在秘密资金辩论中成功赢得了议会的信任（250 票对 112 票）。5 月 8 日的法令赦免所有政治犯，在法庭上重新树立十字架，自 1831 年以来关闭的圣日耳曼奥塞尔教堂被授权恢复宗教活动。为了表明社会秩序已经恢复，国王在协和广场检阅了国民警卫队。1837 年 5 月 30 日，奥尔良公爵的婚礼在枫丹白露宫举行。
6 月 10 日，路易·菲利普为凡尔赛宫举行了开幕式。凡尔赛宫的修复工作始于 1833 年，旨在建立一座法国历史博物馆，专门展示“法国的所有辉煌”。国王密切关注并亲自资助，委托建筑师皮埃尔-弗朗索瓦-莱昂纳尔·方丹完成了这个项目。作为民族和解的象征，法国大革命和帝国的军事荣耀，甚至复辟时期的军事荣耀，都将与旧制度的军事荣耀并列。

#### 1837年和1839年立法选举
莫莱的政府似乎很稳定，经济繁荣的回归也起到了帮助作用。因此，国王和莫莱不顾奥尔良公爵的建议，于1837年10月3日解散议会。为了影响即将到来的选举，路易·菲利普决定出兵远征阿尔及利亚。西尔万·查尔斯·瓦莱将军和路易·菲利普的次子内穆尔公爵在军事上取得成功，后者于10月13日攻占了君士坦丁。然而，11月4日的选举并未实现路易·菲利普的期望，莫莱的政党亦丧失了议会的多数席位。

#### 1837年法国选举
| 政党               | 政党                              | 票数    | %      | 席数 |
| ------------------ | --------------------------------- | ------- | ------ | ---- |
|                    | 马修·莫莱 奥尔良主义者            | 54,922  | 36.20  | 168  |
|                    | 阿道夫·梯也尔、奥迪隆·巴罗 运动党 | 46,426  | 30.60  | 142  |
|                    | 弗朗索瓦·基佐 抵抗党              | 20,937  | 13.80  | 64   |
|                    | 安德烈·杜潘 第三党                | 18,358  | 12.10  | 56   |
|                    | 赖德律-洛兰 共和党人              | 6,220   | 4.10   | 19   |
|                    | 皮埃尔-安托万·贝里耶 正统派       | 4,855   | 3.20   | 15   |
| 总共               | 总共                              | 151,718 | 100.00 | 464  |
|                    |                                   |         |        |      |
| 总票数             | 总票数                            | 151,720 | –      |      |
| 已登记选民／投票率 | 已登记选民／投票率                | 198,836 | 76.30  |      |

这样的议院存在形成反对政府的异质联盟的风险。早在1838年1月，政府就面临巨大压力，尤其是来自查尔斯·高吉耶的攻击：他指责政府操纵选举，以便选出忠诚的公务员，其数量从上一届议会的178名增至191名。梯也尔及其盟友也在西班牙事务上公然反抗政府。然而，在教条派的帮助下，莫莱在1月13日向国王发表的讲话中获得了216票对116票的赞成。
就在基佐与枢密院议长划清界限之时，莫莱的内阁似乎被教条派绑架了。此后梯也尔的所有努力都集中在将教条派从内阁多数派中赶走。在对秘密资金进行投票时，众议院的基佐和贵族院的布罗伊朗公爵都批评了内阁，尽管两人最终都投票支持政府。5月10日，议员们拒绝了政府的铁路发展计划，而一周前，他们终于同意了莫莱反对的政府债券提案。然而，贵族们支持莫莱并拒绝了这项倡议。6月20日，莫莱成功地让议会在议会休会前通过了1839年的预算。
1838年12月议会开幕时，安德烈·杜潘以微弱多数（183票对中左翼候选人、“城堡内阁”的坚决反对者伊波利特·帕西的178票）当选为议院议长。包括基佐、梯也尔、普罗斯佩·杜韦吉埃·德·豪兰和伊波利特·帕西在内的联盟在夏季已经形成，但这并没有阻止投票赞成国王的讲话（221票对208票）。

#### 1839年法国选举
莫莱认为他无法继续以如此微弱且不确定的多数执政，因此他向国王递交了辞呈。菲利普首先试图拒绝，然后接近苏尔特元帅，后者最初不同意，随后答应在国王前往德勒埋葬他死于肺结核的女儿符腾堡公爵夫人期间考虑。当国王回来时，元帅以“牙齿发炎”为由拒绝了，但最终接受了这一提议，条件是立即举行新的选举。1839年2月2日，国王解散众议院并召集选民投票。
竞选期间气氛热烈，左翼反对派大声疾呼进行所谓的宪政政变，将1837年和1839年的解散议会与查理十世在1830年的连续解散相提并论。基佐批评大臣们将国王与国家隔离。梯也尔将莫莱比作查理十世的大臣波利尼亚克。

##### 选举结果
| 政党               | 政党               | 票数    | %      | 席数 |
| ------------------ | ------------------ | ------- | ------ | ---- |
|                    | 运动党             | 105,265 | 52.30  | 240  |
|                    | 抵抗党             | 87,352  | 43.40  | 199  |
|                    | 正统派             | 8,655   | 4.30   | 20   |
| 总共               | 总共               | 201,272 | 100.00 | 459  |
|                    |                    |         |        |      |
| 总票数             | 总票数             | 164,862 | –      |      |
| 已登记选民／投票率 | 已登记选民／投票率 | 201,271 | 81.91  |      |
| 资料来源：         |                    |         |        |      |

3月2日的选举令国王失望：反对党有240名成员，而政府只有199名。莫莱于3月8日向国王递交辞呈，菲利普被迫接受。莫莱倒台后，菲利普立即召集苏尔特元帅，其试图组建一个包括推翻莫莱的联盟三位领导人：基佐、梯也尔和奥迪隆·巴罗的政府，但没有成功。面对教条派的拒绝，他随后试图组建一个中左翼内阁，但由于梯也尔在西班牙事务上的顽固立场，该内阁也失败了。这些接二连三的挫折迫使国王将议会会议的开幕推迟到1839年4月4日。梯也尔还拒绝与布罗意公爵和基佐交往。国王随后试图通过向他提供大使馆来阻止他，这激起了梯也尔朋友们的强烈抗议。最后，菲利普于3月31日顺从，组建了一个过渡中立的政府。

### 议会制的苦果，内阁再度陷入动荡

#### 1839年过渡内阁
4 月 4 日，议会在一种类似起义的气氛中开幕。一大群暴徒聚集在议会所在地波旁宫周围，高唱马赛曲并进行骚乱。左翼媒体指责政府挑衅。梯也尔支持奥迪隆·巴罗担任议长，但他在组建新内阁的谈判中的态度令他的一些盟友感到失望。因此，一部分中左翼人士决定提名伊波利特·帕西来反对巴罗。巴罗以 227 票对 193 票获胜，得到了部长代表和教条派的支持。这次投票表明联盟已经崩溃，右翼多数派可以形成，以反对任何左翼倡议。

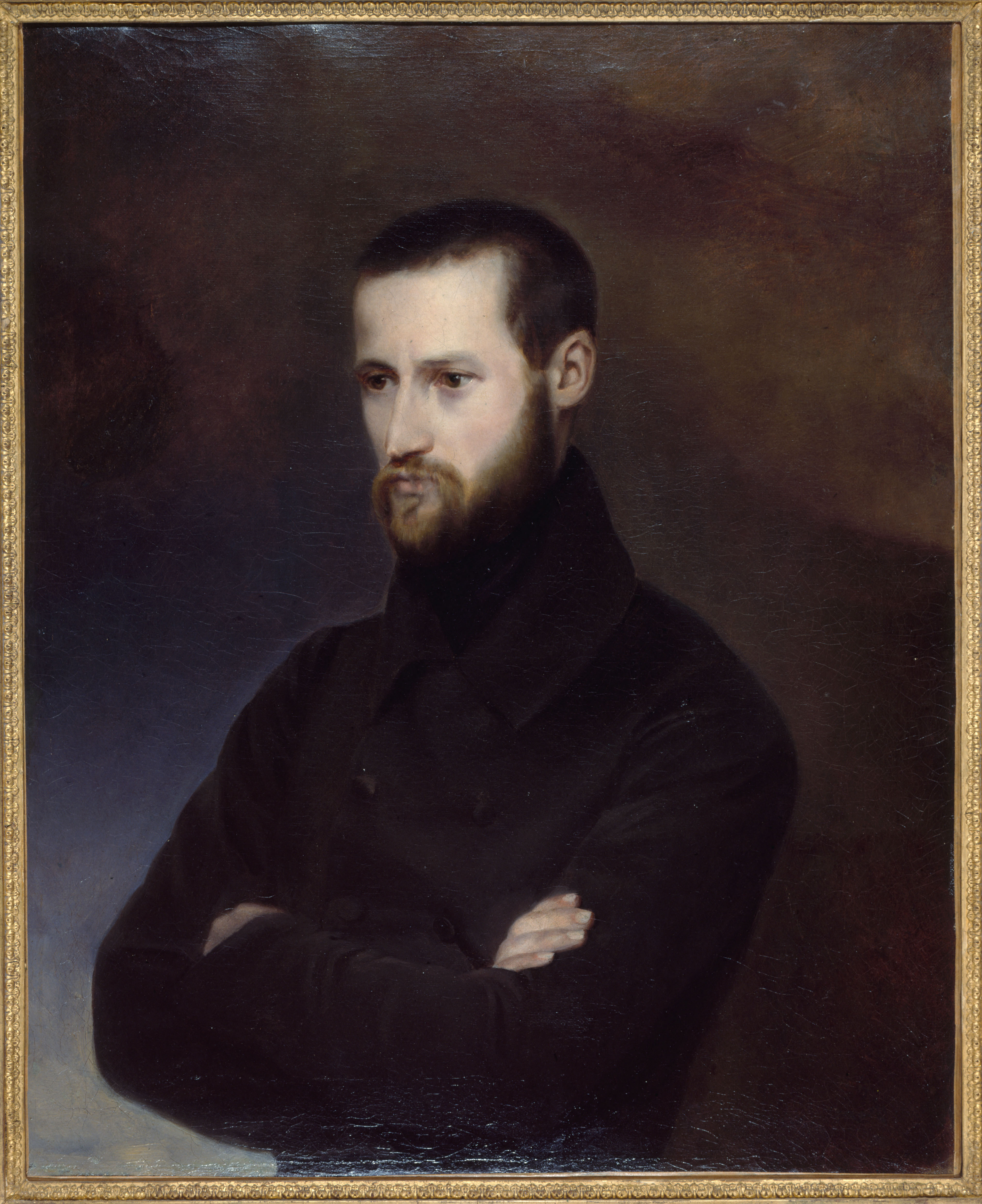
奥古斯特·布朗基像

尽管如此，组建新内阁的谈判仍然没有成功，梯也尔让他的朋友们承诺在接受任何政府职能之前先征得他的授权。5月12日，以马丁·伯纳德、阿尔芒·巴贝斯和奥古斯特·布朗基为首的共和主义组织四季社在巴黎圣但尼街和圣马丁街发动了叛乱。叛乱不仅失败了，密谋者被捕，而且还让菲利普在同一天组建了新政府，由第一时间赶赴杜伊勒里宫向他保证忠诚的苏尔特元帅主持。
五月底，关于秘密资金的投票以绝大多数票数支持新政府，预算也毫无问题地通过了。1839 年 8 月 6 日，议会休会，新一届议会于 12 月 23 日开幕，议会以 212 票对 43 票通过了一项对政府相当有利的讲话。然而，苏尔特的内阁于 1840 年 2 月 20 日倒台，因为226 名议员投票反对内穆尔公爵的嫁妆提议（只有 200 票赞成），其将嫁给维多利亚公主。

#### 第二届梯也尔内阁
苏尔特的垮台迫使国王求助于左翼主要人物阿道夫·梯也尔——基佐是仅存的右翼替代者，他刚刚被任命为驻伦敦大使并离开法国。梯也尔的目标是最终建立议会制政府，由“治理但不统治的国王”和由议会多数派组成的内阁组成，并对其负责。
从此以后，他明确反对菲利普的政府理念。梯也尔于 1840 年 3 月 1 日组建政府。他先是假装将枢密院主席一职交给布罗意公爵，然后又交给苏尔特公爵，最后接受了这一职位并同时担任外交部长。他的内阁由相当年轻的政治家组成（平均年龄 47 岁），梯也尔本人只有 42 岁。梯也尔与国王的关系立刻变得紧张。路易·菲利普建议梯也尔提名其好友奥拉斯·塞巴斯蒂亚尼为元帅，这让梯也尔很尴尬，因为这将使他遭受与之前一样的批评，即政治偏袒和滥用政府权力。梯也尔因此决定推迟塞巴斯蒂安的晋升。

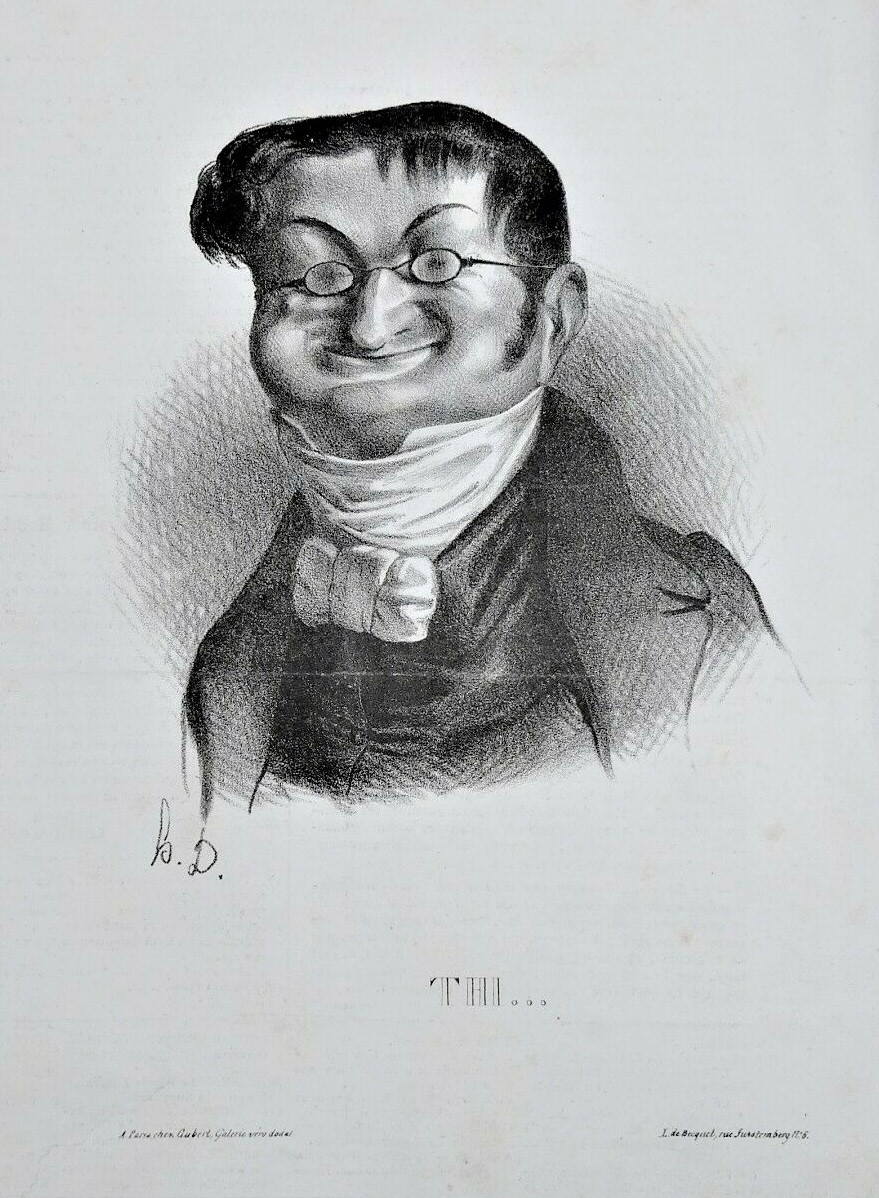
嘲讽梯也尔的画作，奥诺雷·杜米埃作

梯也尔在 1840 年 3 月关于秘密资金的辩论中轻松获得多数票（246 票对 160 票）。虽然梯也尔被归类为中左翼，但他的第二届政府却高度保守，致力于保护资产阶级的利益。尽管他让代表们通过了政府债券转换的投票——这是一个左翼的提议——但他确信它会被贵族否决，而事实也确实如此。1840 年 5 月 16 日，在激进派的弗朗索瓦·阿拉戈发表演讲后，梯也尔严厉拒绝了普选权和社会改革。阿拉戈认为确立普选权的选举改革应先于社会改革，并试图通过将普选权要求和 19 世纪 40 年代出现的关于工作权的社会主义要求结合起来。此外，在 6 月 15 日，梯也尔推迟了保守党议员奥维德·德·雷米利提出的一项提案，该提案以左派的旧要求为依据，试图禁止在选举期间提名议员担任有薪公职。由于梯也尔此前支持这一提议，他遭到了左派的严厉批评。
自 1838 年 8 月底以来，与经济危机相关的社会问题导致纺织、服装和建筑行业发生罢工和骚乱。1839 年 9 月 7 日，圣安托万郊区的橱柜制造商开始设置路障。梯也尔派出国民自卫队并援引禁止公众集会的法律予以回应。梯也尔还以非常优惠的条件将法兰西银行的特权延长至 1867 年，以至于该银行还铸造了一枚纪念金牌。几项法律建立了远洋定期船航线，由经营国家补贴特许经营权的公司经营。其他法律向陷入困境的铁路公司提供信贷或担保。

#### 拿皇归来
虽然梯也尔支持保守的资产阶级，但他也确保满足左翼对荣耀的渴望。1840 年 5 月 12 日，内政部长夏尔·德·雷米萨向代表们宣布，国王已决定将拿破仑的遗体移交给荣军院。在英国政府的同意下，茹因维尔亲王乘坐护卫舰“贝勒·普尔”号前往圣赫勒拿岛取回遗体。

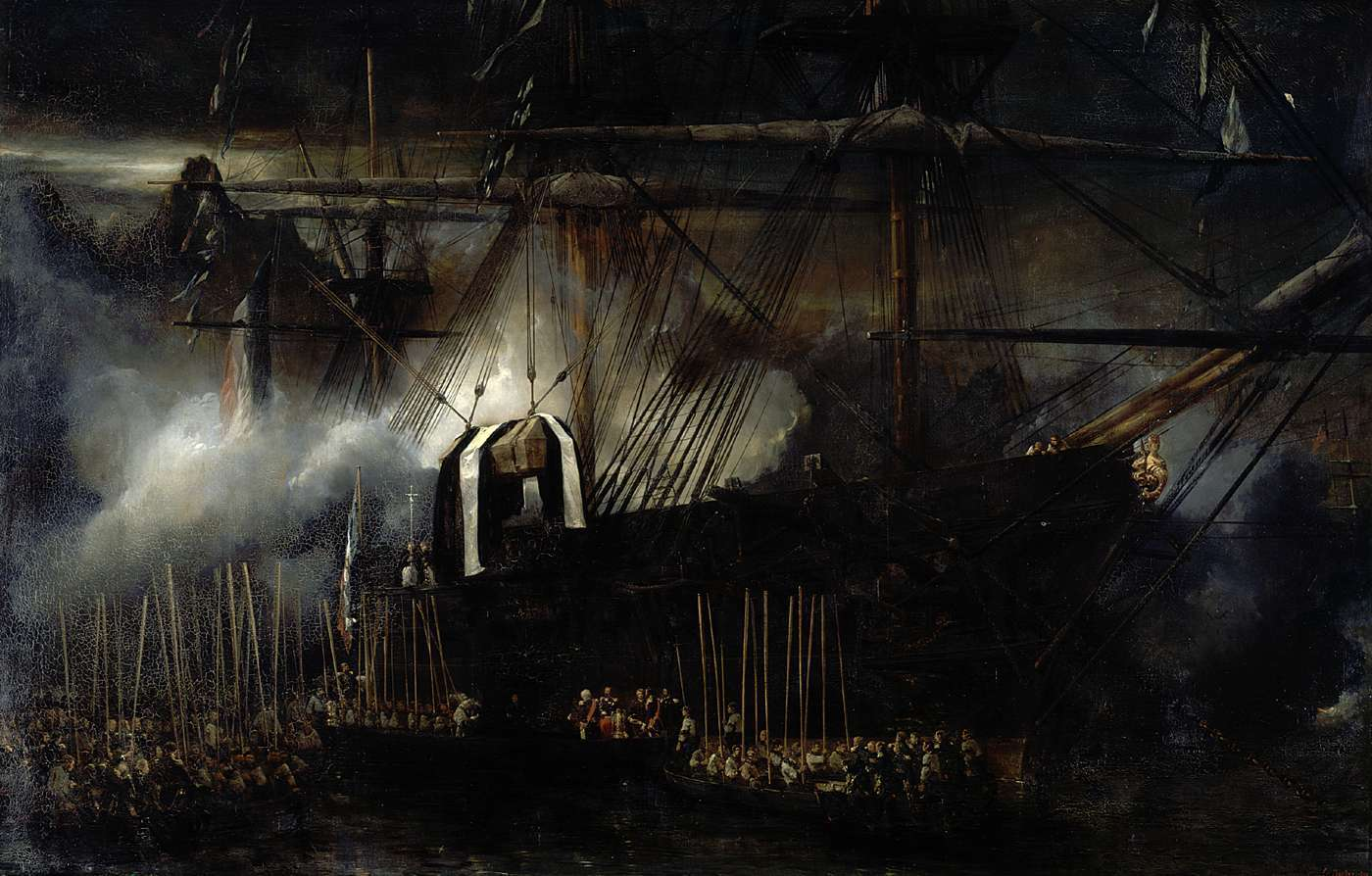
拿破仑的遗体被移送上船

这一声明立即引起舆论的共鸣，爱国热情高涨。梯也尔认为这一举措成功恢复了法国大革命和帝国的辉煌；而路易-菲利普则不情愿，他想为自己攫取一点正统君主的荣耀。路易-拿破仑亲王决定抓住机会，于 1840 年 8 月 6 日在滨海布洛涅登陆，目的是召集第 42 步兵团及其同伙，其中包括拿破仑在圣赫勒拿的战友之一蒙托隆将军。尽管蒙托隆实际上是法国政府派去伦敦监视路易·拿破仑的双重间谍，但蒙托隆欺骗了梯也尔，让他以为行动将在梅斯进行。然而，拿破仑的行动彻底失败了，他和他的手下被关押在哈姆堡。

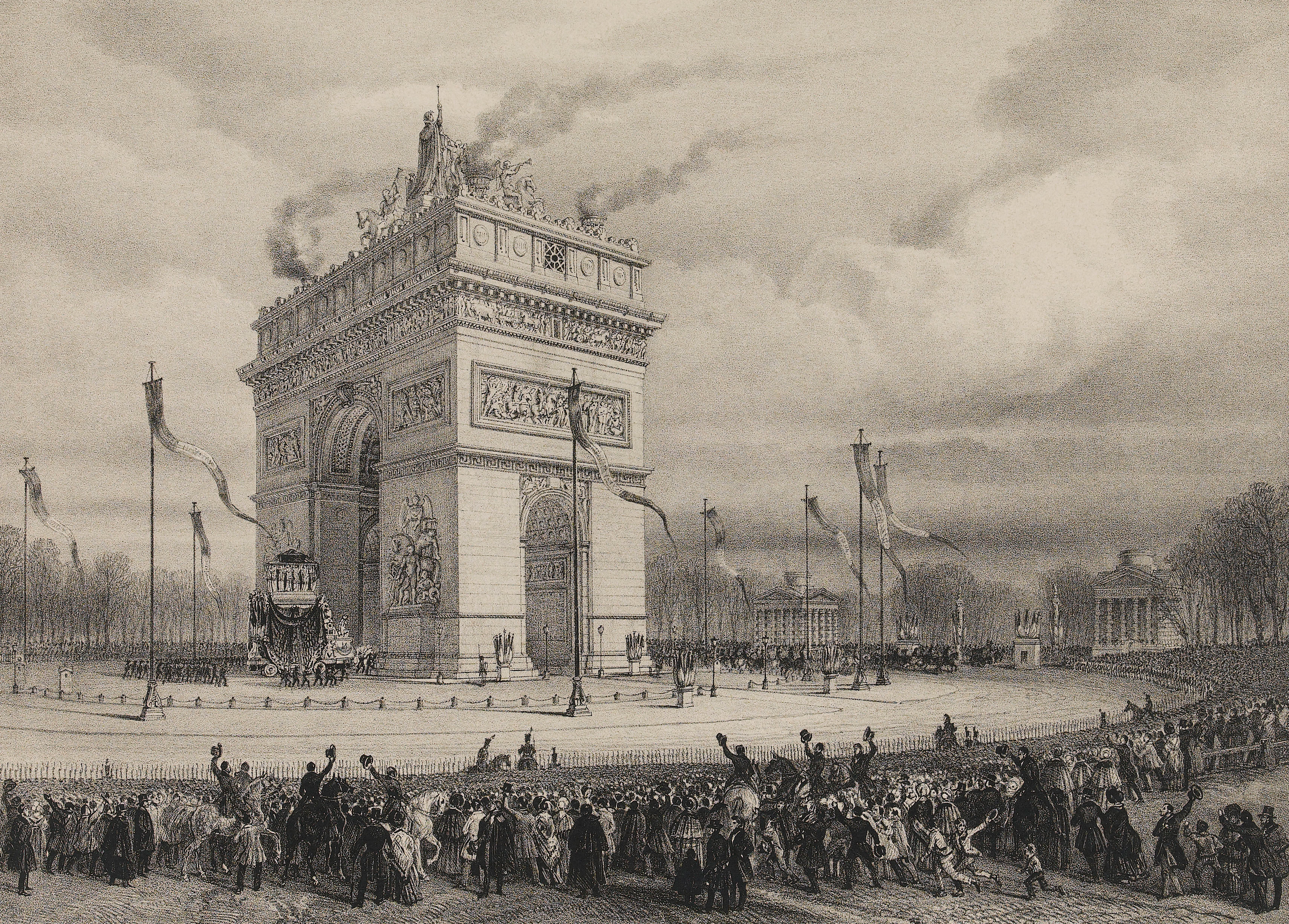
遗体通过凯旋门

9 月 28 日至 10 月 6 日，他们的审判在贵族院举行，但公众对此漠不关心。公众的注意力集中在法庭对玛丽·拉法格的审判上，她被指控毒害了她的丈夫。在著名正统派律师皮埃尔-安托万·贝里耶的辩护下，波拿巴以 152 票（160 票弃权，共有 312 名贵族）被判处终身监禁。《辩论日报》表示：“我们不会杀死精神病患者，没错！但我们会把他们关起来。 ”

#### 东方事务和梯也尔内阁的倒台
在东方，梯也尔支持正进行第二次土埃战争的埃及帕夏穆罕默德·阿里建立一个从埃及到叙利亚的庞大阿拉伯帝国的野心，并试图促使他在法国的支持下，而不是由其他四个欧洲强国（英国、奥地利、普鲁士和俄罗斯）的干预下，与奥斯曼帝国缔结一项协议。但英国外交部长帕默斯顿得知这一谈判后，立即在四个大国之间进行谈判，推出了《伦敦公约》（Traité de Londres），确认穆罕默德·阿里为埃及和阿卡的终身帕沙利克，但必须立即从奥斯曼帝国撤军。

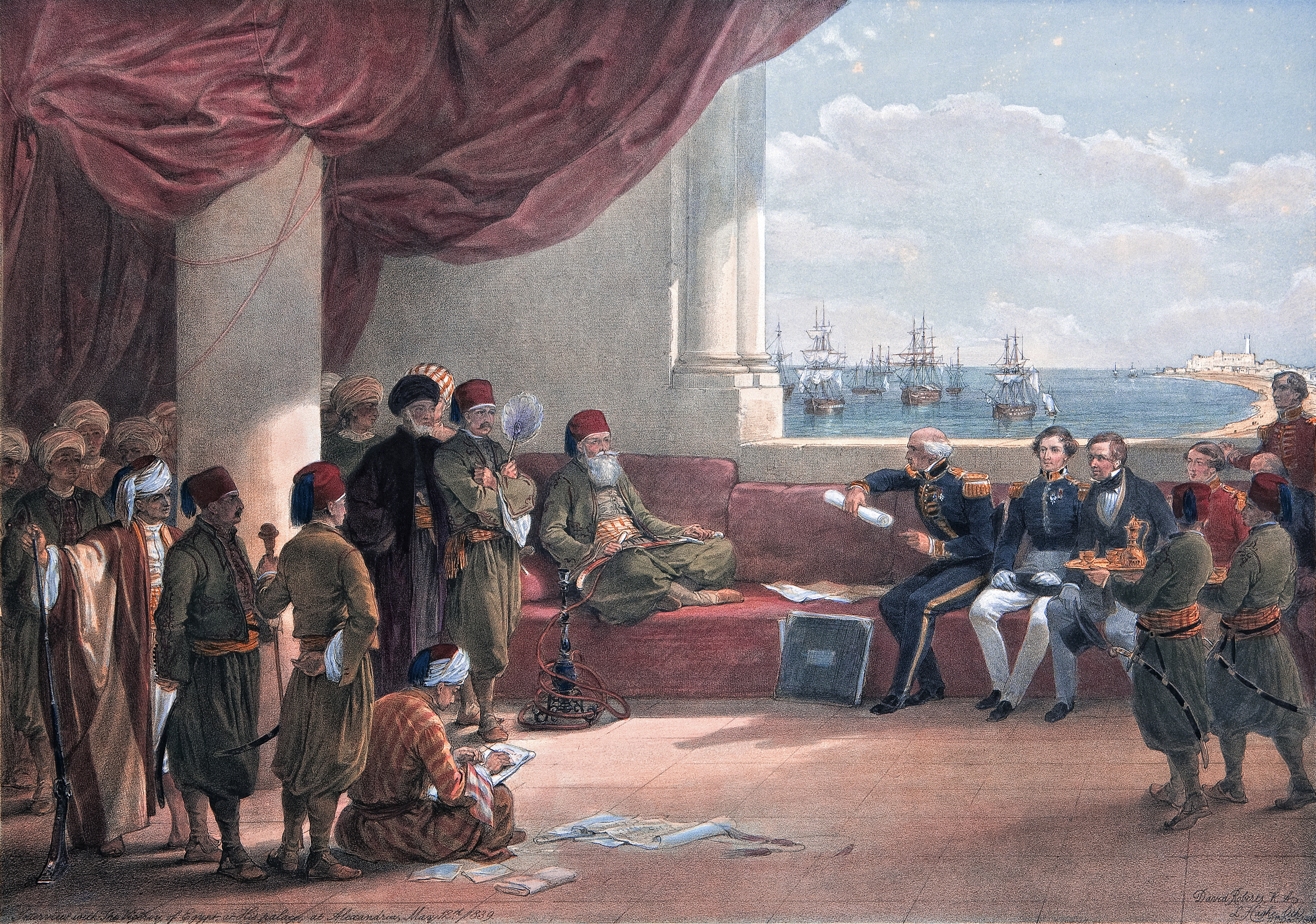
1839年，穆罕默德·阿里接见欧洲外交使团

当它在法国公布时，这一公约引起了爱国愤怒的爆发：法国发现自己无法解决其传统上施加影响的地区的命运，即使普鲁士等国对埃及没有兴趣。路易·菲利普假装加入了普遍的抗议：他始终避免与欧洲列强争斗，而是对外妥协，以免引起战争，影响金融贵族的投机利益。但他知道，通过这件事，他有机会除掉梯也尔。他向即将前往维也纳大使馆的圣奥莱尔伯爵吐露道 ：“您必须知道，我不会让自己被我的小大臣（梯也尔）拖得太远。在内心深处，他想要战争，而我不想要战争；当他没有给我留下任何其他资源时，我会抛弃他，而不是与整个欧洲决裂。”
梯也尔通过颁布法令来迎合公众舆论的爱国情感。7月29日，法国动员 1836 至 1839 级的士兵，9月份开始加强巴黎城墙的防御工事。然而，9月至11月，由英国和奥地利组成的联合舰队切断了易卜拉欣与埃及本土的海上通讯，英国随之占领了贝鲁特和阿卡。经过国王与梯也尔的长期谈判，最终于 1840 年 10 月 7 日达成妥协：法国放弃支持穆罕默德·阿里在叙利亚的势力，但向欧洲列强宣布埃及应不惜一切代价保持自治。此后，英国承认了穆罕默德·阿里在埃及的世袭统治：法国恢复了 1832 年的局面。尽管如此，梯也尔和路易·菲利普之间的决裂已是板上钉钉。
1840 年 10 月 29 日，当夏尔·德·雷米萨向部长会议提交由伊波利特·帕西准备的御座演说草稿时，路易·菲利普认为该草稿过于激进。经过短暂的讨论，梯也尔和他的同事们集体向国王递交了辞呈，国王接受了。第二天，路易·菲利普派人去接苏尔特元帅和基佐，以便他们尽快返回巴黎。

## 基佐体制
通过任命弗朗索瓦·基佐和教条主义者，即继梯也尔中左派之后的中间派，路易-菲利普一世根本不认为这种组合会持续到他的统治结束。然而，这样组建的团队最终将团结在基佐的坚强个性周围。基佐于10月25日离开担任法国大使的伦敦，并于次日抵达巴黎。他重返中央的条件是能以他认为合适的方式组建内阁。他凭借技巧将自己的外交事务职责限制在自己手中，并将外交部名义上的主席职位留给了让·德迪厄·苏尔特元帅 ：这让国王和王室感到满意，因此没有以任何方式在基本问题上打扰基佐，允许他按照他认为合适的方式来执政。中间左派拒绝留在政府，保守派继续当权。

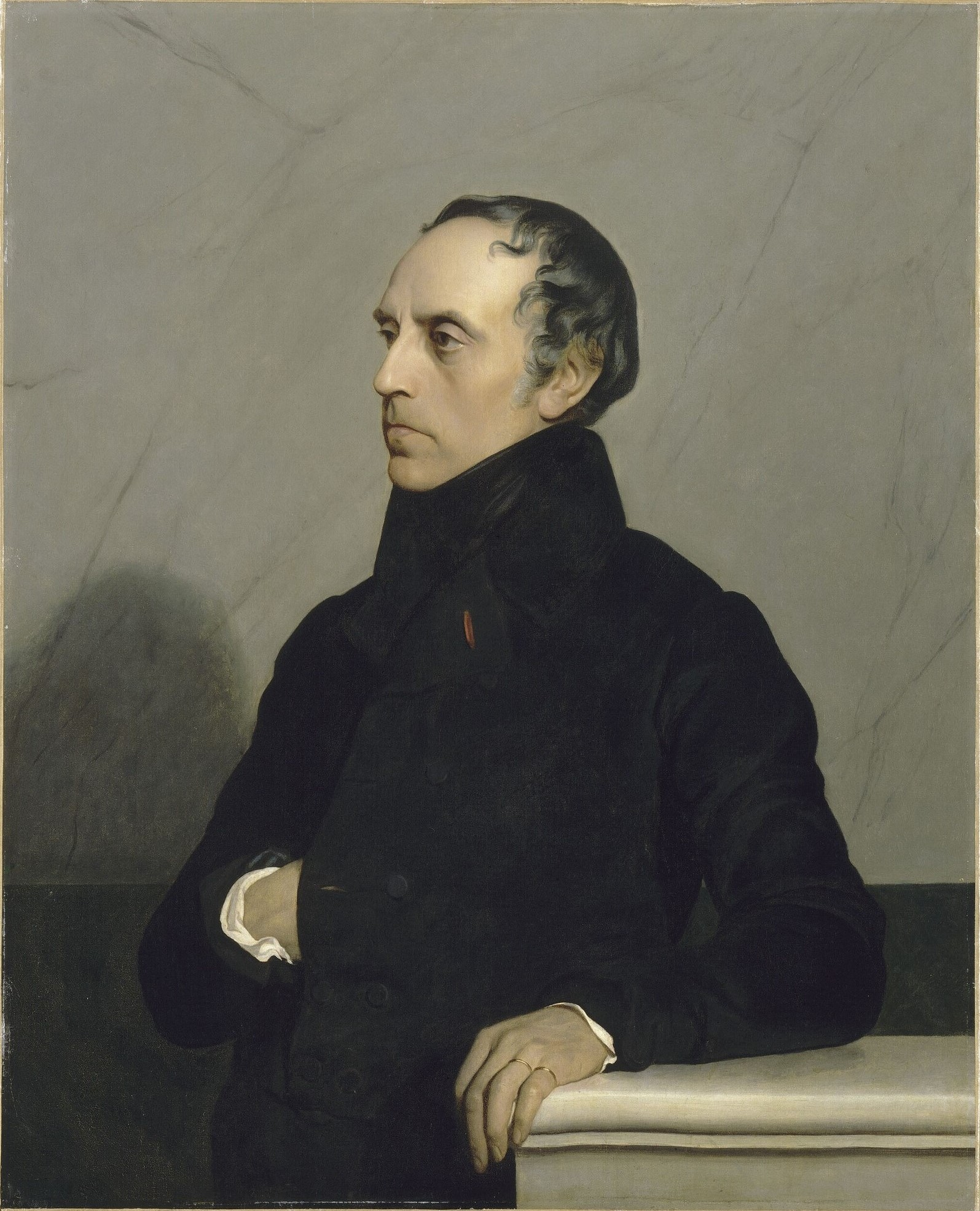
François Guizot (1787-1874)，法国政治家

1841 年，倫敦海峽公約解决了东方问题，实现了法英的首次和解。这有利于查理十世时期开始的阿尔及利亚殖民化。
政府是奥尔良主义的，议会也是如此。这分为：奥迪隆·巴罗（Odilon Barrot）的王朝左派（Gauche dynastique），在《世界报(Le Siècle)》上呼吁将普选范围扩大到小資產階級 ；中左翼的阿道夫·梯也爾想要限制国王的权力，他经营着《宪法(Le Constitutionnel)》报纸 ；以基佐和路易·马蒂厄为首的保守派希望保留政权，并在《辩论报》和《新闻报》上捍卫自己的观点。

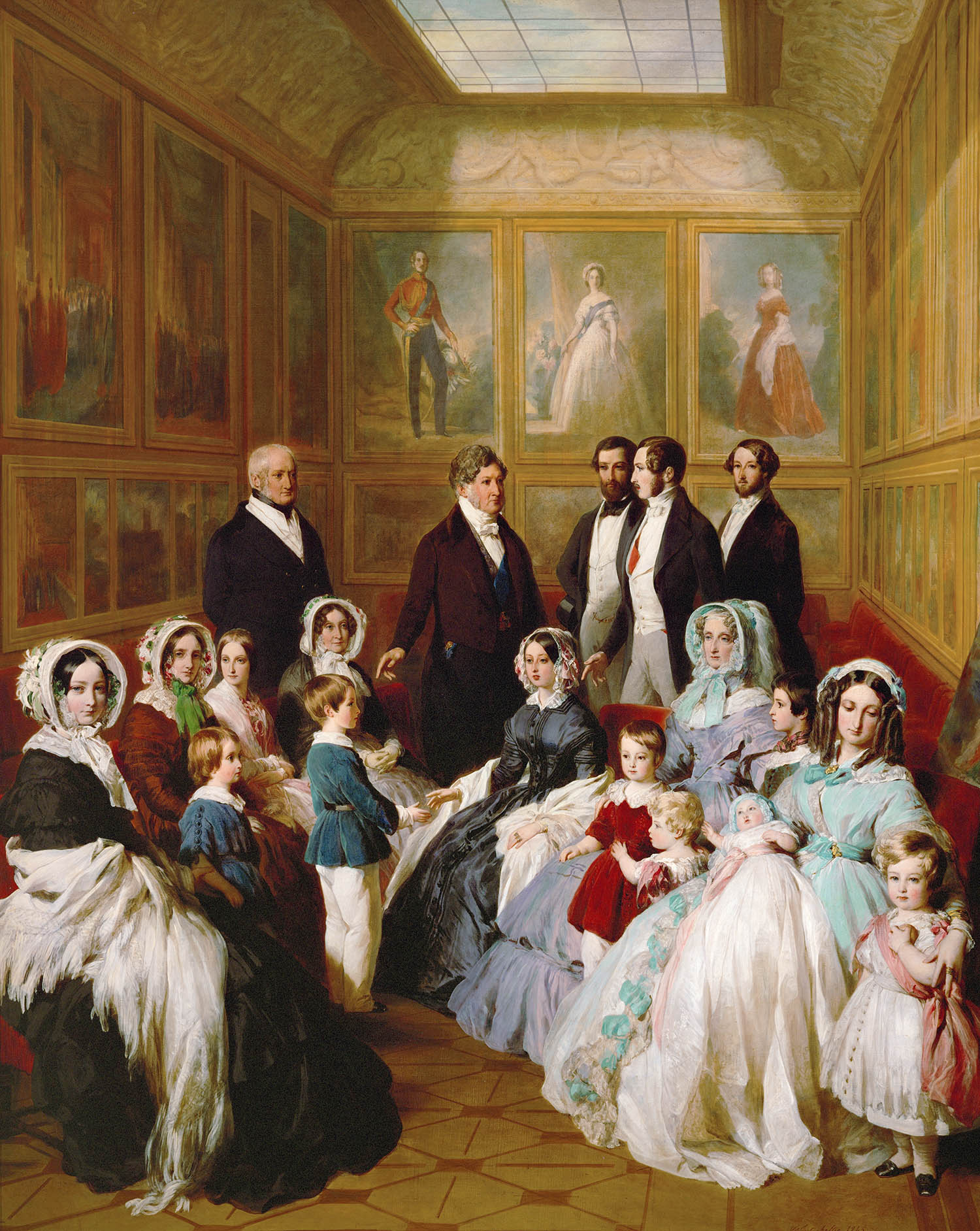
1843年，法国王室与英国王室相聚在比利时

基佐所依靠的是保守党和分裂的反对派，而议会的解散又加强了国王的支持者，加剧了这种情况。因此，他认为任何改革都是危险的、无用的。他拒绝任何降低普选门槛的改革，更不接受直选的想法。他认为，“君主制必须偏爱中產階級”，他们是通过土地所有权聚集在一起的，而土地所有权是一种与金钱、工作和储蓄相关的“道德”。“通过工作和储蓄致富，这样你就会成为选民！”

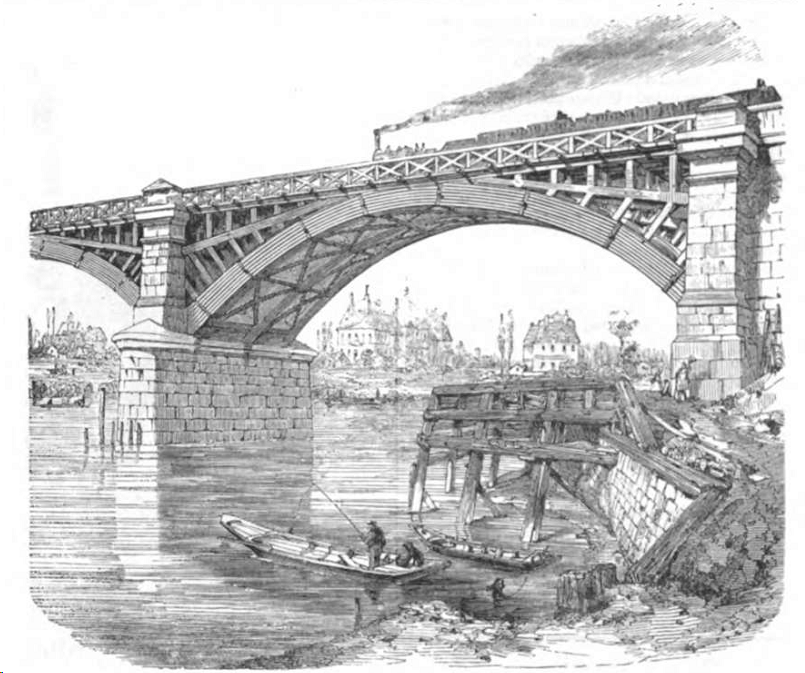
1843年，迈松拉菲特（Maisons-Laffitte）一处铁路桥

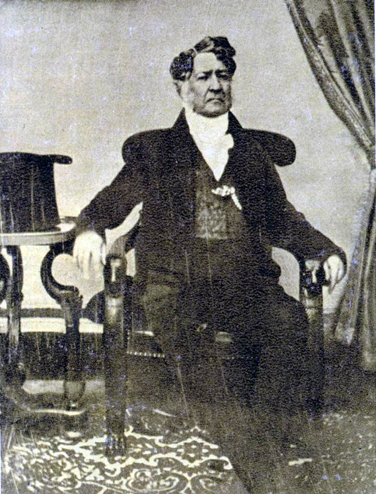
1842年的路易·菲利浦

基佐努力支持有产者并维护政权。得益于1840年至1846年国家经济腾飞，法国资本主义经济进一步发展，基本完成了輕工業革命，手工工场林立。经济每年增长3.5%，农业收入和购买力增加，劳动生产率攀升。 1842年开始，组建了以巴黎为辐射中心的国家铁路网，里程从600公里增加到1,850公里。1848年，阿尔及利亚建省，被纳入法国本土。

## 工人贫困化对政权的威胁
工业革命导致这一时期出现了贫困化的新现象：由于工业化和农村人口外流，穷苦工人成为人口中越来越大的一部分。此外，旧制度下的工会网络也消失了。工人们每天工作 14 小时，日薪 20 生丁（0.2法郎），一周甚至一年都没有休息日，完全听凭老板的摆布，而且不能组织工会。登记在册的乞丐有 25 万，在慈善部门登记的公民有 300 万，然而国家援助几乎不存在。1840 年，路易·雷内·维勒梅 (Louis-René Villermé)医生发表了一份“棉花、羊毛和丝绸工厂工人的身体和道德状况表”，证明了工人，尤其是童工，所经受的苦难。这种情况导致于1841年，七月王朝制定了唯一的社会法，禁止8岁以下儿童工作和13岁以下儿童从事夜间工作，但这项法律很少适用。

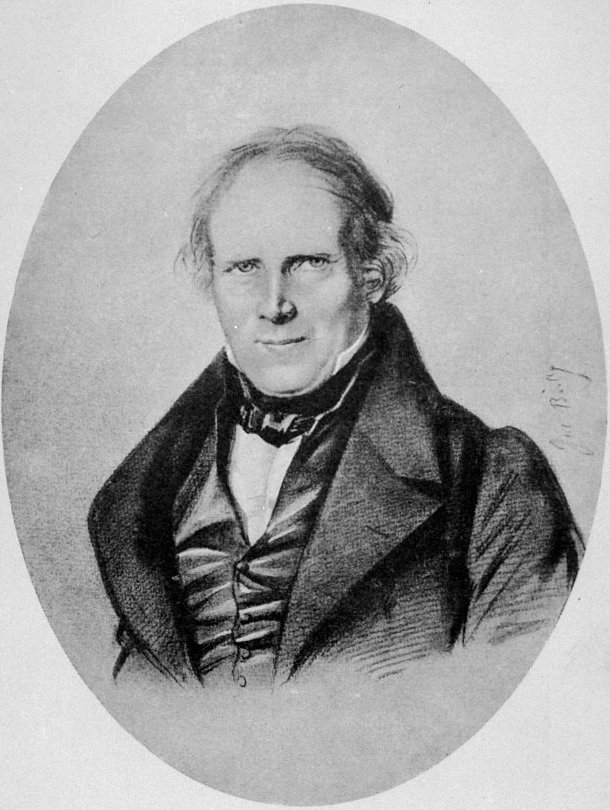
路易·雷内·维勒梅医生像

基督徒设想了一种“慈善经济”，而社会主义思想，尤其是空想社会主义（由圣西门、夏尔·傅立叶等人代表）则继续传播。布朗基提出了社会主义政变理论，而社会主义和无政府主义思想家蒲鲁东则提出了互助主义理论。另一方面，自由主义者受到亚当·斯密的启发，设想着自由放任的解决方案和关税的取消。此外，1843 年秋，马克思为逃离普鲁士的审查制度而移居巴黎，与卢格共同创办了《德法年鉴》。

## 王朝的危机
1846年5月至9月，西欧严重干旱。8月1日，法国举行立法选举，基佐领导的保守派大获全胜，获得458个议席中的290个。1847年夏季，作为粮食基础的小麦价格上涨，创下历史新高，导致饥荒；而小麦无法被土豆取代，因为当时有许多与土豆有关的疾病。为了弥补短缺，政府从俄罗斯帝国进口小麦，这导致贸易逆差。葡萄的产量也平平，这既影响了农民的收入，也影响了城市居民的消费习惯。购买力正在下降。国内消费市场不再增长，导致生产过剩的工业危机，爆发解雇浪潮。此时，大众储蓄大量撤出，银行体系陷入了危机，股价不断下跌。主要工程停止，工人失业。1840年代铁路市场的过度投机导致了金融泡沫的破灭和储户的破产。

## 政权的灭亡
1846年工农业萧条，加上菲利浦施政倾向保守谨慎，没有拿破崙支持者强调的军事荣耀，外交不济，人民普遍不满，引发法国二月革命。经过一番动乱后，国王由提倡镇压的提尔斯取代了基佐。他在杜乐丽宫前遭到军队的敌视，国王最终决定退位，以支持他的孙子，将摄政权交给了施韦林，但他的举动是徒劳的。1848年2月26日，施韦林在巴士底广场宣布法国进入了第二共和国，菲利浦仓皇逃往英国。